# Parque nacional Biscayne
El Parque Nacional Biscayne (en inglés Biscayne National Park) es un parque nacional de los Estados Unidos situado en el sur del estado Florida, al sur de la ciudad de Miami. El parque conserva la bahía Vizcaína y sus arrecifes de coral en alta mar. El 95% del parque es agua y la orilla de la bahía es la ubicación de un extenso bosque de manglar. El parque cubre unas  700 km² e incluye el cayo Elliott, la isla más grande del parque y primera de los verdaderos cayos de Florida, formada a partir de los arrecifes de coral fosilizado. Las islas más al norte en el parque son islas de transición de coral y arena. La parte de la costa del parque incluye la región más septentrional de los Arrecifes de Florida, uno de los mayores arrecifes de coral en el mundo.
El parque nacional Biscayne protege cuatro ecosistemas diferentes: el manglar litoral, las aguas poco profundas de la Bahía de Biscayne, los cayos de piedra caliza de coral y el arrecife del litoral de Florida. Los pantanos de la costa en tierra firme y en los márgenes de la isla proporcionan un vivero de peces larvas y peces jóvenes, moluscos y crustáceos. Las aguas de la bahía albergan peces inmaduros y adultos, praderas de pasto marino, esponjas, corales blandos y manatíes. Los cayos están cubiertos de vegetación tropical incluyendo cactus y palmeras en peligro de extinción, y sus playas ofrecen zonas de anidación para tortugas marinas en peligro de extinción. Los arrecifes y aguas albergan más de 200 especies de peces, aves pelágicas, ballenas y corales duros. Dieciséis especies en peligro de extinción, incluyendo mariposas Schaus cola de golondrina, pez sierra, manatíes y tortugas marinas verdes y de carey pueden ser observadas en el parque. Biscayne también tiene una pequeña población de cocodrilos americanos amenazados y algunos lagartos americanos.
La gente de la cultura Glades habitaron la región de la Bahía de Biscayne hace como 10 000 años antes de que el incremento del nivel del mar llenara la bahía. El pueblo de Tequesta ocupó las islas y la costa desde unos 4000 años antes del presente al siglo XVI cuando los españoles tomaron posesión de Florida. Los arrecifes aseguran barcos desde tiempos de los españoles a través del siglo XX, con más de 40 naufragios documentados dentro de los límites del parque. Mientras que las islas del parque fueron cultivadas durante los siglos XIX y principios del XX, su suelo rocoso y los huracanes periódicos hicieron que la agricultura fuera difícil de sostener. En el siglo XX las islas se convirtieron en destinos aislados para los miamenses ricos que construyeron casas de escapada y clubes sociales. La Pensión de Mark C. Honeywell en el cayo Boca Chita era más el refugio privado y más elaborado de la zona, con un faro de simulacro. El Cay Club Cocolobo fue en varias ocasiones propiedad del desarrollador de Miami Carl G. Fisher, navegante Garfield Wood, y el amigo del presidente Richard Nixon, Bebe Rebozo, y fue visitado por cuatro presidentes de los Estados Unidos. La comunidad de anfibios de Stiltsville fue establecida en el 1930 en los bancos de arena del norte de la Bahía de Biscayne, aprovechando su lejanía de la tierra para ofrecer juegos de apuesta en alta mar y alcohol durante la ley seca. Después de la Revolución Cubana de 1959, el cayo Elliott fue utilizado como campo de entrenamiento para los infiltrados en la Cuba de Fidel Castro por la Agencia Central de Inteligencia y por grupos de cubanos exiliados.
Originalmente propuesto para su inclusión en el parque nacional de los Everglades, Biscayne Bay se cortó del parque propuesto para garantizar el establecimiento de los Everglades. Se mantuvo sin desarrollar hasta la década de 1960, cuando se hicieron una serie de propuestas para el desarrollo de los arrecifes en la manera de Miami Beach, y para construir un puerto de aguas profundas para la carga a granel, junto con la refinería e instalaciones petroquímicas en la costa continental de la Bahía de Biscayne. A través de los años 1960 y 1970, dos plantas de energía con combustibles fósiles y las dos centrales nucleares fueron construidas en las orillas de la bahía. Una reacción en contra del desarrollo llevó a la designación del Monumento Nacional Biscayne en 1968. La zona protegida se extendió por su redesignación de 1980 como parque nacional Biscayne. El parque es muy utilizado por los navegantes, y aparte de centro de visitantes del parque en el continente, sus áreas terrestres y marítimas son accesible solo por barco.

## Geografía

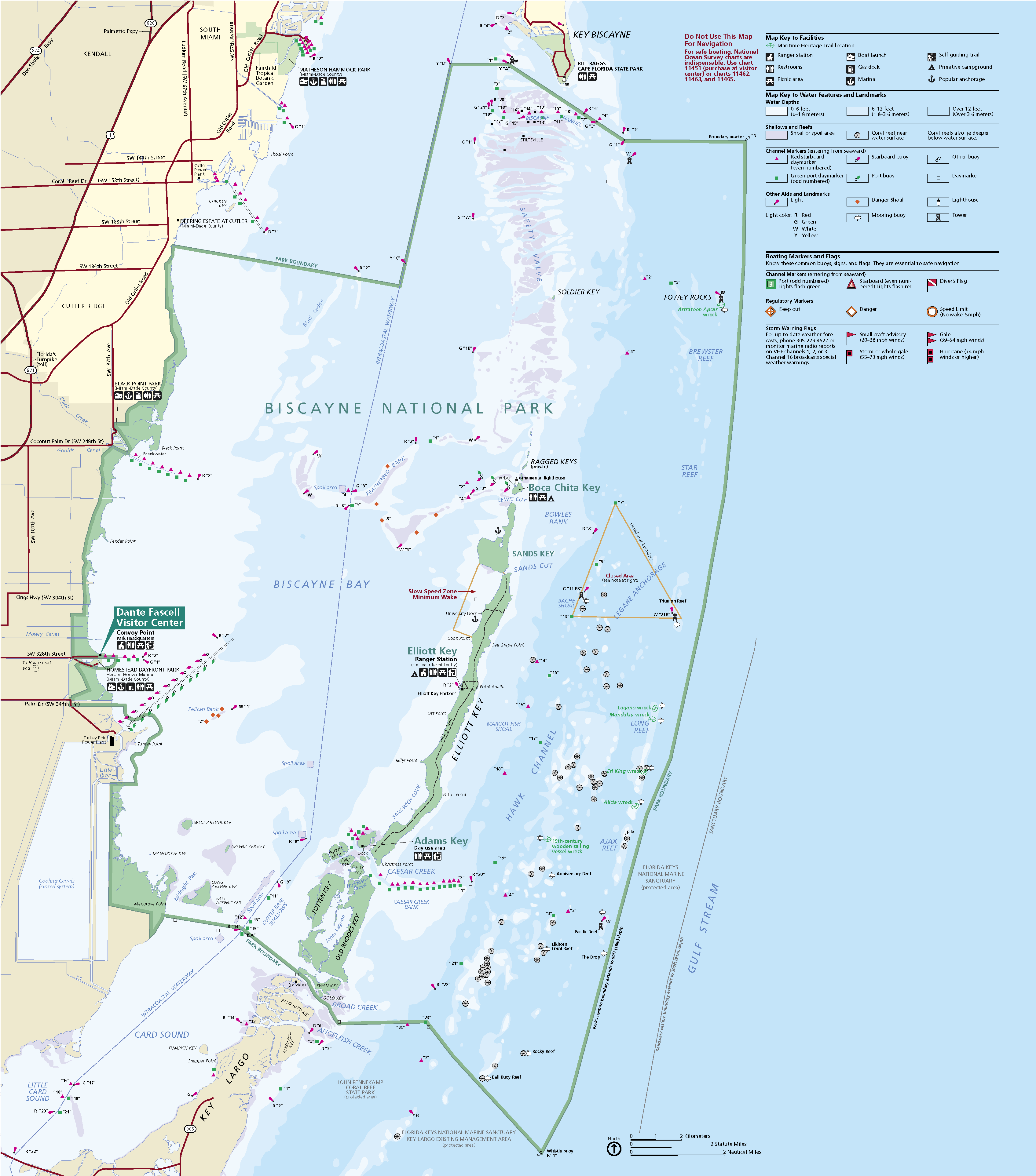
Mapa del parque nacional Biscayne. También ver resolution adjustable pdf map.

El parque nacional Biscayne comprende 172 971 acres (69 999 ha) en Miami-Dade en el sureste de Florida. Se extiende desde justo al sur del Cayo Biscayne hacia el sur hasta el norte del cayo Largo, el parque incluye el Cayo Soldier, Cayo Ragged, Cayo Sands, Cayo Elliott, Cayo Totten y Cayo Old Rhodes, así como pequeñas islas que forman la extensión más al norte de los Cayos de Florida. Una abertura amplia de poca profundidad en la cadena de islas, que se encuentra entre el Cayo Ragged y el Cayo Biscayne, al norte de los límites del parque, se llama la Válvula de Seguridad, ya que permite que el agua marejada fluya fuera de la bahía tras el paso de las tormentas tropicales. El límite oriental del parque es la línea de diez brazas (60 pies; 18 m) de profundidad del agua en el Océano Atlántico en el filón de la Florida. El límite occidental del parque es una franja de propiedad en tierra firme, que se extiende unos pocos cientos de metros tierra adentro entre Cutler Ridge y Mangrove Point. El único acceso por tierra firme directo al parque está en el Convoy Point Centro de Visitantes, adyacente a la sede del parque. La frontera suroeste está junto a la Estación de Generación Nuclear Turkey Point y su sistema de canales de enfriamiento.
La parte sur de la Bahía de Biscayne se extiende entre el Cayo Elliott y tierra firme, transitado por el Intracoastal Waterway. El parque se apoya en el Florida Keys National Marine Sanctuary en los lados este y sur del parque y el parque estatal John Pennekamp Coral Reef hacia el sur. Sólo los 9075 acres (3673 hectáreas) de la superficie del parque se encuentran en tierra, con arrecifes bajo el agua que comprenden 4250 acres (1720 hectáreas) y manglares de la parte continental representan los 4825 acres restantes (1953 ha). Como una extensión del ecosistema de los Everglades, gran parte del parque fue propuesto originalmente para ser incluido en el parque nacional de los Everglades, pero fue excluido con el fin de obtener un consenso para el establecimiento del parque de los Everglades en 1947.

### Geología

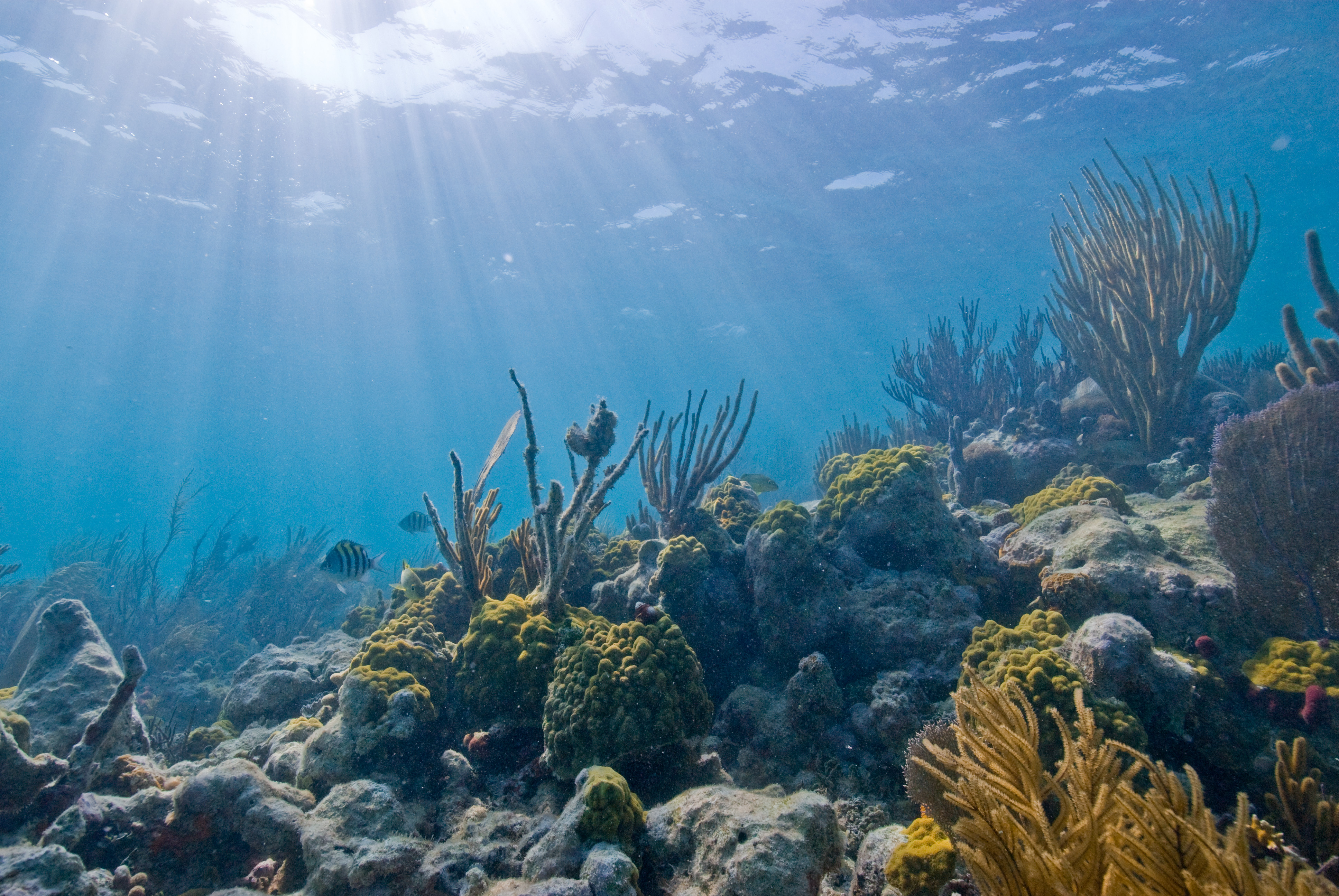
Vista bajo el agua de un arrecife de coral en el parque nacional Biscayne.

La Bahía Biscayne marca el punto más meridional de las islas de la barrera del Atlántico, representados por el Cayo Biscayne y la extensión más septentrional de los Cayos de la Florida en el Cayo Elliott. Los arrecifes se distinguen de las islas de barrera de la piedra caliza de coral que se extiende a la superficie de las islas bajo una fina capa de tierra vegetal, mientras que las islas de la barrera están dominados por arena depositada por olas que cubren la mayor parte de las calizas. La Bahía Biscayne se encuentra entre bajas crestas oolíticas de piedra caliza de Miami en el oeste, formando Cutler Ridge, y el Cayo Largo Caliza basados en coral que subyace en el Cayo Elliott y los arrecifes hacia el sur. La piedra caliza de Miami fue depositada en aguas de la laguna turbulentas. El Cayo Largo de piedra caliza es un arrecife de coral fosilizado y se formó durante el período interglacial Sangamonian de hace aproximadamente 75 000 a 125 000 años. La Formación de Miami logró su forma actual un poco más tarde, durante un período glacial en el que se consolidaron y cementaron por el agua dulce de los depósitos de la laguna El Cayo Largo de piedra caliza es una piedra gruesa formada a partir de corales pétreos, entre 69 y 200 pies (21 y 61 m) de espesor. Como consecuencia de sus orígenes como los arrecifes, las playas del Cayo Elliott y el Cayo Old Rodas son rocosos. Las playas de arena significativas se encuentran sólo en el Cayo Sands.

### Hidrología
La Bahía Biscayne es una laguna semicerrada poco profunda que tiene un promedio de 10 pies (3,048 m) de profundidad. Tanto sus márgenes continentales y los arrecifes están cubiertos por bosques de manglares. El parque incluye la porción sur de la Bahía de Biscayne, con áreas de sedimento fino llamados "hardbottom" y praderas de pastos marinos con vegetación de apoyo turtlegrass y cardumen hierba.
Como resultado de los esfuerzos por controlar los recursos hídricos en la Florida y proyectos para drenar los Everglades durante principios y mediados del siglo XX, el flujo de agua en la Bahía de Biscayne ha sido alterado por la construcción de canales. Estos canales canalizan el agua de las partes de los Everglades del sudeste que ahora se utilizan para la agricultura en la bahía. Antes de la construcción de los canales, la entrada de agua fresca venía de la lluvia y de las aguas subterráneas, pero los canales ahora están alterando el perfil de salinidad de la bahía, el transporte de sedimentos y contaminantes, y que conduce a la intrusión de agua salada en el acuífero de Biscayne. El Plan de Restauración de los Everglades (CERP) se estableció en 2000 para mitigar los efectos de la intervención humana en el flujo natural del agua de los Everglades. Principalmente dirigido a la restauración de los patrones históricos de flujo de agua en el parque nacional de los Everglades, el proyecto también se ocupará de las cuestiones derivadas de la desviación de agua de los Everglades del sur en la Bahía de Biscayne. El Proyecto de Humedales Costeros de la Bahía Biscayne (BBCW) es un componente CERP destinado específicamente para redistribuir el flujo de agua para que el agua dulce se introduzca gradualmente a través de arroyos y pantanos en vez de cortos, descargas pesadas a través de los canales de drenaje.

## Historia Humana

### Personas nativas

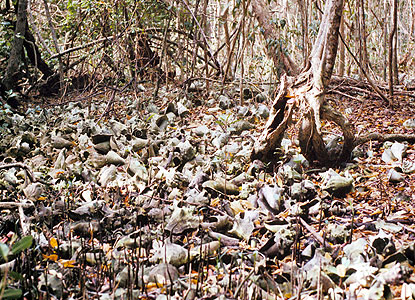
Pilas de conchas y conchas whelk dejadas por los nativos americanos.

Los nativos americanos estaban presentes en la parte baja de la Florida hace 10 000 años, cuando los niveles del mar eran bajos y la Bahía de Biscayne estaba relativamente vacía de agua. Los niveles de agua aumentaron desde hace unos 4000 años e inundaron la bahía. Los arqueólogos creen que las huellas dejadas por los pueblos de esa época están sumergidas; ninguno existe ahora en las tierras secas en el parque. El fósil del sitio Cutler, justo al oeste del parque, ha dado evidencias de ocupación humana que se extiende a por lo menos 10 000 años antes del presente. La evidencia más temprana de la presencia humana en Biscayne data de alrededor de 2500 años antes del presente, con montones de caracolas y conchas whelk dejados por la cultura Glades. La cultura Glades fue seguida por el pueblo de Tequesta, que ocuparon las orillas de la Bahía de Biscayne. Tequesta eran una comunidad sedentaria que vivía con los peces y otras especies marinas, sin actividades agrícolas importante. Un sitio en el Cayo Sands ha cedido cosechas, trabajado conchas y otros artefactos que indican la ocupación alrededor de 1000 después de Cristo hasta 1650 después de Cristo, después del contacto que se hizo con los europeos. Un total de cincuenta sitios arqueológicos significativos se han identificado en el parque.

### Exploración
Juan Ponce de León exploró el área en 1513, descubriendo los Cayos de Florida y encontrándose con el Tequesta en tierra firme. Otros exploradores españoles llegaron más tarde en el siglo XVI y Florida cayó bajo el dominio español. Los Tequesta fueron reasentados por el entonces gobierno español en los Cayos de Florida, y la parte continental del sur de Florida se despobló. Ponce de León se refirió a la bahía como "Chequescha" en honor a sus habitantes, convirtiéndose en "Tequesta" en el momento del gobernador español Pedro Menéndez de Avilés más tarde en el siglo. El nombre actual se ha atribuido a un marinero vasco náufrago conocido como el "Biscaino" o "Viscayno" que vivió en la zona por un tiempo, o por una alusión al Golfo de Vizcaya.
Las flotas de tesoro españolas navegaban regularmente más allá de los Cayos de Florida y, a menudo se vieron atrapados en huracanes. Hay 44 naufragios documentados en el parque del siglo XVI hasta el siglo XX. Al menos dos barcos españoles del siglo XVIII fueron destruidos en el área del parque. Se cree que la nave española Nuestra Señora del Popolo fue destruida en las aguas del parque en 1733, aunque no se ha encontrado rastro de ello. HMS Fowey naufragó en 1748 en lo que ahora es Legare Anchorage, a cierta distancia de las rocas Fowey. El descubrimiento del barco en 1975 dio lugar a un juicio histórico que estableció el naufragio como un sitio arqueológico en lugar de un sitio de rescate. 43 naufragios están incluidos en el Registro Nacional de Lugares Históricos en el Distrito Arqueológico Marino de Arrecifes, que se extiende de 30 millas (48 km) a lo largo del lado del mar de los Arrecifes del parque nacional Biscayne. Durante el siglo XVIII, el Cayo Elliott fue la base de la reputación de dos piratas diferentes, ambos de los cuales fueron llamados Black Caesar, conmemorados por el Arroyo César entre Elliott y el Cayo Old Rhodes.

### Asentamiento y uso antes del parque
Los primeros colonos europeos permanentes en el área de Miami no llegaron hasta el siglo XIX. Los primeros asentamientos alrededor de la Bahía de Biscayne eran pequeñas granjas en el Cayo Elliott que crecían cultivos como limones y piñas. John James Audubon visitó el Cayo Elliott en 1832. El coronel Robert E. Lee inspeccionó el área alrededor de la Bahía de Biscayne para los sitios potenciales de fortificación en 1849. Al final de la guerra civil americana en 1865, una serie de confederados pasó por la zona, ya que estaban tratando de escapar de Cuba. El Cayo Elliott fue un punto de parada breve para John C. Breckinridge durante su vuelo a Cuba. El exvicepresidente de Estados Unidos, el secretario confederado y el confederado general de la guerra pasaron dos noches en la Bahía de Biscayne en su viaje. Pocas personas vivían en la zona del parque hasta 1897, cuando Israel Lafayette Jones, un administrador de la propiedad afroamericana, compró el Cayo Porgy por $ 300 de Estados Unidos. El año siguiente Jones compró el Cayo Old Rhodes contigua y se mudó con su familia allí, despejando tierras para cultivar limones y piñas. En 1911 Jones compró 212 acres (85,793356104 ha) Totten Key, que había sido utilizado como una plantación de piña, para un dólar por acre, la venta en 1925 por $ 250 000. Antes de la muerte de Israel de Jones en 1932 las plantaciones de Jones fueron durante un tiempo uno de los mayores productores de cal en la costa este de Florida.

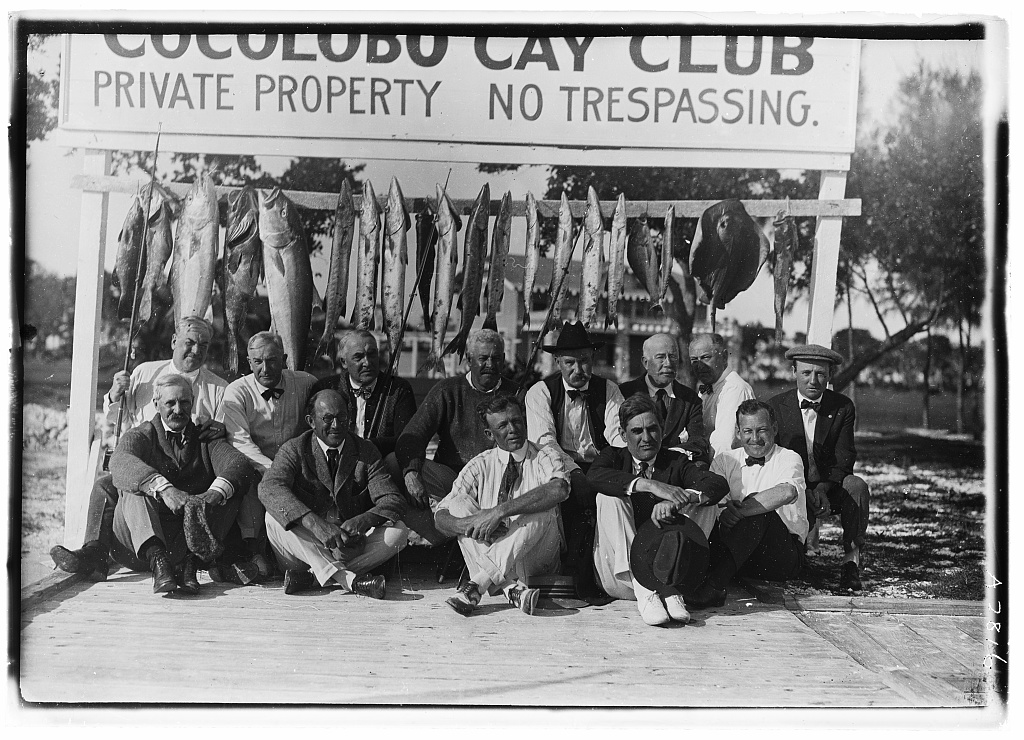
Presidente de EE. UU. Warren G. Harding y el partido de pesca en el Cocolobo Cay Club

Carl G. Fisher, quien fue responsable de gran parte del desarrollo de Miami Beach, compró el Cayo Adams, una vez conocido como Cayo Cocolobo, en 1916 y construyó el Cay Club Cocolobo en 1922. El edificio del club de dos pisos tenía diez habitaciones, un comedor, y una pabellón de recreación separado. Los clientes incluían a Warren G. Harding, Albert Fall, T. Coleman du Pont, Harvey Firestone, Jack Dempsey, Charles Kettering, Will Rogers y Frank Seiberling. Los hijos de Israel Jones, Lancelot y Arthur abandonaron el negocio de crecimiento de limones después de la competencia de que los limones mexicanos hicieron su negocio menos rentable, y después de una serie de devastadores huracanes en 1938 se convirtieron en guías de pesca de tiempo completo en el Club Cocolobo. El club había disminuido con el crack de 1929 que le costó a Fisher su fortuna, pero fue revivido por Garfield Wood en 1934. Entre los clientes de los Jones estaba el ávido pescador Herbert Hoover y su familia. Los Jones también proporcionaron al club con el pescado, langostas y cangrejos. Arturo y Lancelot Jones fueron los segundos más grandes terratenientes y los únicos residentes permanentes de los arrecifes inferiores de la Bahía Biscayne durante la década de 1960. Wood vendió el Cay Club Cocolobo a un grupo de inversores liderado por el banquero de Miami Bebe Rebozo en 1954, quien le cambió el nombre al Club de Pesca Coco Lobo. Los clientes guiados por los Jones incluían los entonces senadores John F. Kennedy, Lyndon Johnson, Richard Nixon, Herman Talmadge y George Smathers a través de los años 1940 y 1950.
Durante la Guerra Fría el área futura del parque fue utilizada como campo de entrenamiento para la formación de exiliados cubanos para las misiones en la Cuba de Fidel Castro. El Cayo Elliott, en particular, fue utilizado por la Agencia Central de Inteligencia como un área de entrenamiento a principios de 1960 en preparación para la invasión de la Bahía de Cochinos. La instalación más grande era Ledbury Lodge, el único hotel que se haya construido en el arrecife. Todavía en 1988 un grupo de exiliados cubanos fueron detenidos cuando trataban de utilizar el arrecife para un aterrizaje simulado. Más al norte, el presidente venezolano exiliado Marcos Pérez Jiménez mantuvo una casa en el Cayo Soldado hasta que fue extraditado en 1963.

### Desarrollo propuesto

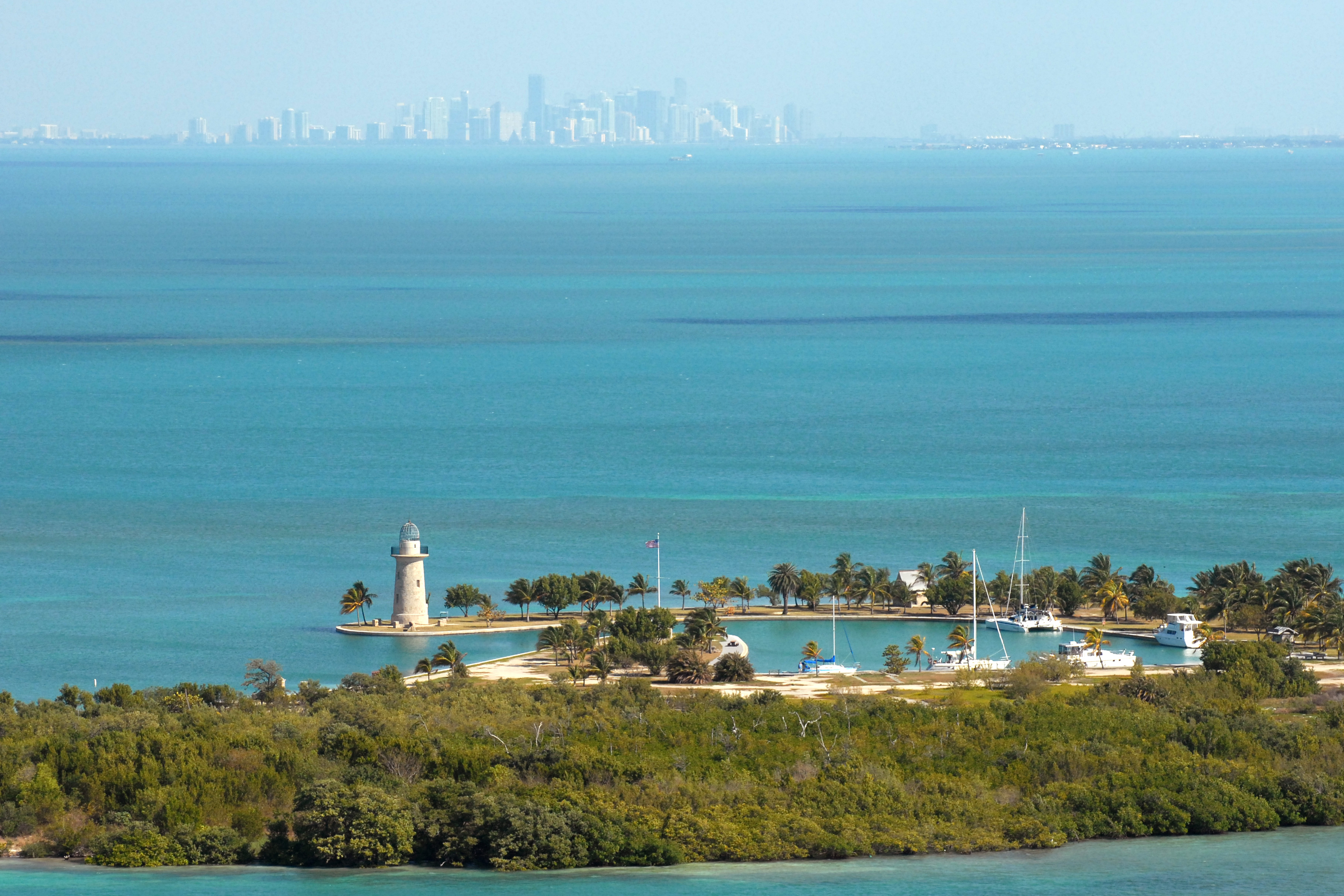
Faro de Cayo Boca Chita y el horizonte de Miami

Como comunidades modernas continuaron creciendo en los alrededores de Miami, los desarrolladores miraban al sur del Condado de Dade para nuevos proyectos. Los arrecifes no desarrollados al sur del Cayo Biscayne fueron vistos como territorio de desarrollo de primera. A partir de la década de 1890 los intereses locales promovieron la construcción de una calzada con el continente. Una propuesta incluía la construcción de una autopista que une los arrecifes de la Bahía Biscayne a la carretera de ultramar en el Cayo Largo y a las islas de la barrera desarrollados al norte. Al mismo tiempo, se hizo presión para acomodar el desarrollo industrial en el sur de la Florida. Esto llevó a las prioridades entre los que deseaban el desarrollo para uso residencial y de ocio y los partidarios del desarrollo industrial y la infraestructura de la competencia. El 6 de diciembre de 1960, 12 de los 18 propietarios de la zona que favorecieron el desarrollo votaron para crear la Ciudad de Islandia sobre el Cayo Elliott . La ciudad fue incorporada para fomentar el Condado de Dade para mejorar el acceso al Cayo Elliott, en particular, que los terratenientes vieron como un potente rival para Miami Beach. La nueva ciudad cabildeó para acceder a una calzada elevada y formó un bloque negociador para atraer desarrolladores potenciales.
En 1962 se propuso un puerto industrial para las costas de la parte continental de la Bahía de Biscayne, que se conoce como SeaDade. SeaDade, apoyada por el multimillonario magnate naviero Daniel K. Ludwig, habría incluido una refinería de petróleo. Además de las estructuras físicas, habría sido necesario dragar un canal de 40 pies (12 m) de profundidad a través de la bahía de barcos grandes para acceder a la refinería. El canal también habría requerido cortar a través de la barrera de coral para llegar a las aguas profundas. En 1963 Florida Power and Light (FP & L) anunció planes para dos nuevas centrales de combustible de 400 megavatios en suelo no urbanizable en Turkey Point.
Muchos de los residentes y los políticos locales apoyaron SeaDade porque habría creado nuevos empleos, sino un grupo de primeros ecologistas pensaban que los costos eran demasiado altos. Lucharon contra el desarrollo de la bahía y formaron la Asociación de Progreso Seguro. Liderada por Lloyd Miller, el presidente de la sección local de la Izaak Walton League, reportero de The Miami Herald Juanita Greene, y Art Marshall, los adversarios de la industrialización propusieron la creación de una unidad de parques nacionales que protegería a los arrecifes, islas y bahías. Tras el escepticismo inicial, la propuesta del parque obtuvo el apoyo de los editores de The Miami Herald, así como el congresista de Florida, Dante Fascell y el gobernador de Florida Claude R. Kirk Jr., recibieron el apoyo de los esfuerzos de cabildeo por parte de empresarios simpatizantes incluyendo Herbert Hoover Jr.
Una visión de Islandia, con el apoyo de los propietarios de tierras, habría conectado el norte de los Cayos de Florida - desde el Cayo Biscayne al Cayo Largo - con puentes y nuevas islas creadas utilizando el relleno del canal SeaDade. Aunque los planes de SeaDade de Ludwig no fueron apoyados por los políticos del área de Miami o el estado de Florida, los partidarios de Islandia continuaron a ejercer presión para la ayuda al desarrollo. En 1968, cuando apareció la zona estaba a punto de convertirse en un monumento nacional, partidarios de Islandia arrasaron una autopista de seis carriles de ancho justo en el centro de la isla, destruyendo el bosque de 7 Millas (11,265408 km). Terratenientes de Islandia lo llamaron Elliott Key Boulevard, pero lo llamaron "Autopista del rencor" en privado. Se esperaba que, dado que había tanto daño al medio ambiente, nadie lo querría para un monumento nacional. Con el tiempo en el clima casi tropical, el bosque volvió a crecer y ahora la única ruta de sedentarismo significativo en el Cayo Elliott ahora sigue el camino de Elliott Key Boulevard.

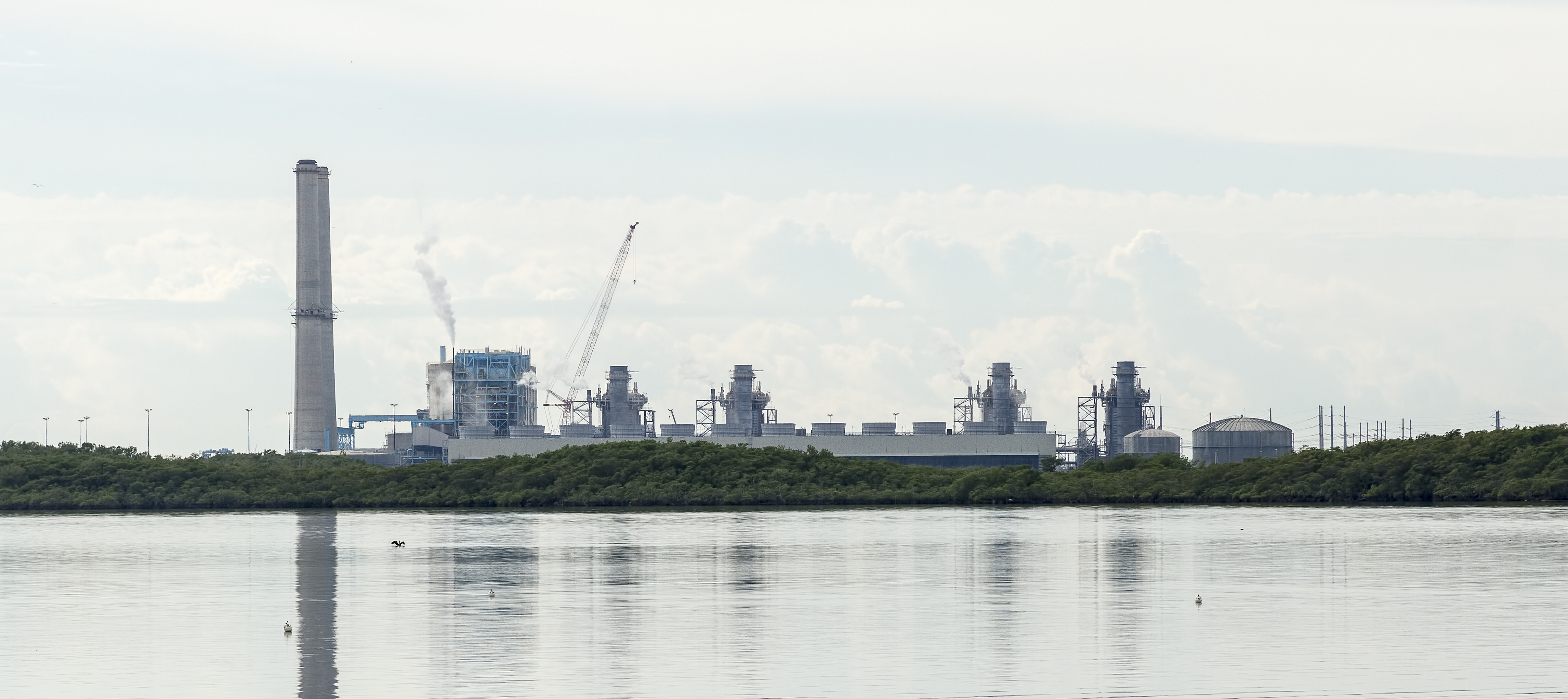
Estación de poder de Turkey Point Power desde el centro de visitas del parque.

Las centrales eléctricas de Turkey Point con petróleo se completaron en 1967-68 y experimentaron problemas inmediatos de la descarga de agua de refrigeración caliente en la bahía de Biscayne, donde el calor mató a pastos marinos. En 1964 FP & L anunciaron planes para dos reactores nucleares de 693 MW en el sitio, que se esperaba que agravaran el problema del agua de refrigeración. Debido a la poca profundidad de la bahía de Biscayne, se proyectaron las centrales eléctricas a consumir una proporción significativa de las aguas de la bahía de cada día para la refrigeración. Después de extensas negociaciones y litigios con el Estado y con Ludwig, que eran dueños de tierras necesarias para la refrigeración de canales de agua, un sistema de canales de circuito cerrado, construido al sur de las centrales eléctricas y las unidades nucleares comenzaron a funcionar a principios de 1970.
Las porciones del actual parque se utilizaron para la reconstrucción anterior de la creación del parque. Homestead Bayfront Park, siendo operado por el condado de Miami-Dade, al sur de Point Convoy, estableció una playa "solamente-negros" segregada para los afroamericanos en el actual sitio del Dante Fascell Visitor Center. La playa segregada operó a través de la década de 1950 hasta principios de 1960 antes de que se abolieran las instalaciones públicas segregadas.

### Establecimiento del parque e historia

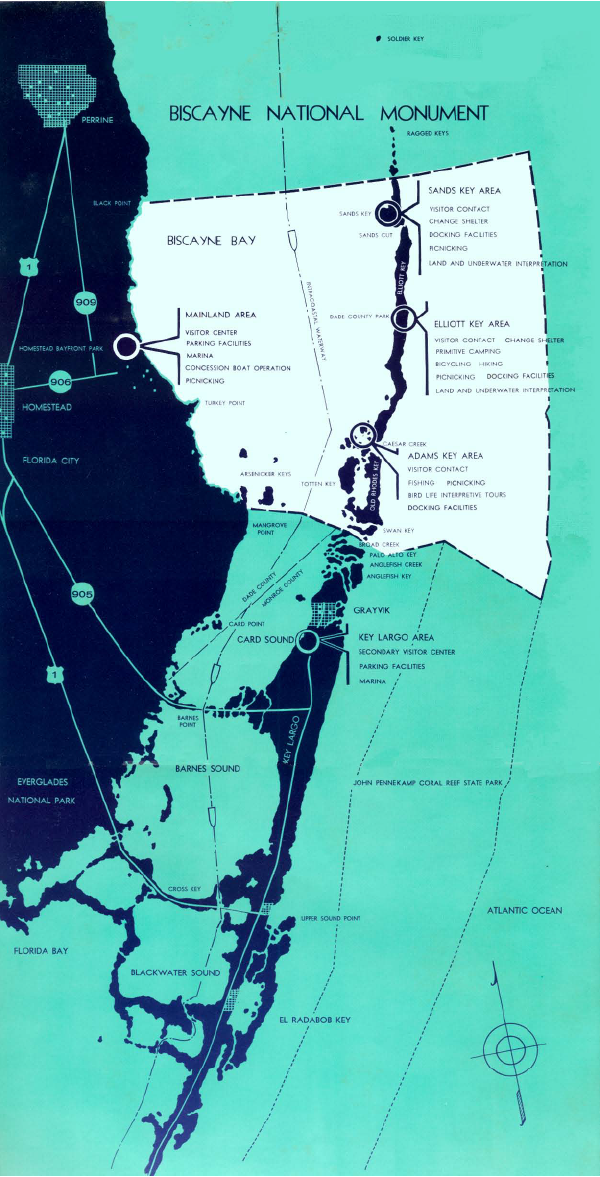
Monumento Nacional de Biscayne como propuesta en 1966

Las primeras propuestas para la protección de la Bahía de Biscayne fueron incluidas en las propuestas del defensor del parque nacional Everglades, Ernest F. Coe, cuya propuesta incluía la bahía de Biscayne en los límites del parque Everglades, sus cayos, el interior del país incluyendo lo que hoy son Homestead y Florida City, y Cayo Largo. La Bahía Biscayne, Cayo Largo y las extensiones continentales adyacentes fueron cortadas del parque nacional de los Everglades antes de su creación en 1947. Cuando las propuestas para desarrollar el Cayo Elliott surgieron en 1960, Lloyd Miller le pidió al secretario del Interior Stewart Udall para enviar un equipo de reconocimiento al Servicio de Parques para revisar el área de la Bahía de Biscayne para su inclusión en el sistema de parques nacionales. Un informe favorable se produjo, y con la ayuda financiera de Herbert Hoover, Jr., se solicitó el apoyo político, sobre todo desde el congresista Fascell. Un área de 90 acres (36,42170778 ha) del Cayo Elliott era en ese momento una parte del sistema de parques del condado de Dade. El informe de 1966 señaló que el parque propuesto contenía las mejores zonas restantes de bosque tropical en Florida y una rara combinación de "terrestres, marinos y de vida anfibia", así como el valor recreativo significativo. El informe encontró que las virtudes más importantes del parque potencial eran "las aguas claras y brillantes, la vida marina y las tierras sumergidas de la Bahía de Biscayne y el Océano Atlántico. Aquí, en aguas poco profundas es un verdadero país de las maravillas".
El presidente Lyndon B. Johnson firmó la Ley Pública 90-606 para crear el Monumento Nacional Biscayne el 18 de octubre de 1968. El monumento fue ampliado en 1974 bajo la Ley Pública 93-477 y se amplió de nuevo cuando el monumento fue redesignado parque nacional por una ley del Congreso a través de la Ley Pública 96-287, a partir del 28 de junio de 1980. La expansión de 1980 amplió el parque casi al Cayo Biscayne e incluyó el Cayo Boca Chita, los Cayos desiguales y la región del bajío de la válvula de seguridad, junto con los arrecifes correspondientes de la costa y un parte importante del centro de la Bahía de Biscayne.
El primer dueño de la propiedad Islandia en vender tierras al Servicio de Parques Nacionales fue Lancelot Jones, junto con Katherine Jones, la viuda de Arturo. Ellos vendieron sus tierras a $ 1 272 500, aproximadamente un tercio del valor potencial de desarrollo. Jones recibió un estado de vida en 3 acres (1,2 ha) a la edad de 70. Él visitó con guardaparques instalados en el antiguo Club Cocolobo, que finalmente se quemó en 1975. El otro estado de vida en el parque se celebró por Virginia Tannehill , la viuda del ejecutivo de Eastern Airlines, Paul Tannehill. La casa de Jones construida por Lancelot, su padre y su hermano, se quemó en 1982. Vivía en una choza de dos habitaciones para los próximos diez años, montando a cabo huracanes en el Cayo Porgy, pero salió de su casa de forma permanente justo antes del huracán Andrew en 1992 . La casa fue destruida y Jones permaneció en Miami hasta su muerte en 1997, a sus 99 años.
Privados de una justificación para la existencia por el establecimiento nacional monumento, Islandia languideció. La contratación de un jefe de la policía en 1989 provocó preguntas del Servicio de Parques Nacionales a la oficina del fiscal estatal del condado de Dade, encabezada por Janet Reno. En 1990 la oficina de Reno determinada después de una investigación que todas las elecciones de la ciudad eran válidas, ya que las elecciones se limitaban sólo a los propietarios de tierras, no residentes. La ciudad fue finalmente abolida por la Junta de Miami-Dade de Comisionados del Condado en marzo de 2012.
El impacto del huracán Andrew en la vecina Base de Fuerza Area Homestead causó que la Fuerza Aérea considerara el cierre de la base y transportarlo al condado de Miami-Dade, que estaba interesado en el uso de la base para el tráfico aéreo comercial como alternativa al Aeropuerto Internacional de Miami. Un estudio de impacto ambiental concluyó que las trayectorias de vuelo resultantes de la bahía, a sólo 2 millas (3,2 km) al este, daría lugar a la degradación del parque. En 1999 La Fuerza Aérea prohibió el desarrollo comercial importante en el Homestead como resultado.

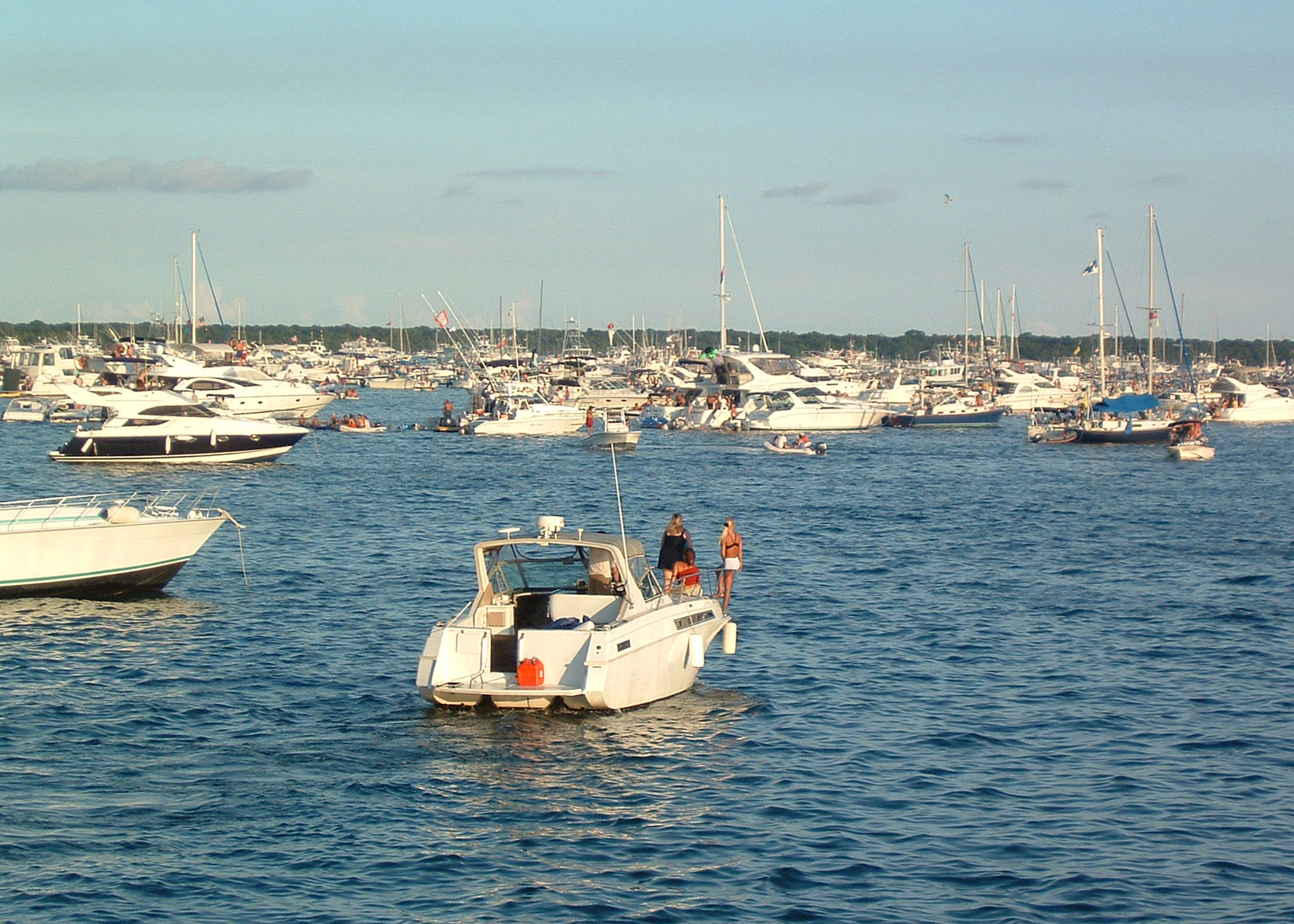
Multitud de canotaje del Día de la Raza.

La popularidad del parque como un destino para los navegantes ha llevado a una alta tasa de accidentes, algunos de ellos fatales. El fin de semana del Día de Colón se ha citado como "el más peligroso fin de semana del año." Una regata de canotaje anual en su 57.º año en 2012 dio lugar a seis muertes entre 2002 y 2011, con daños en los fondos marinos de encallamiento de buques y tirar basura. A pesar de que las actividades oficiales de regata se llevan a cabo fuera del parque, el área del Cayo Elliott lo ha convertido en un destino popular para algunos participantes.
Una quinta unidad generadora alimentada por gas natural y petróleo se añadió a la estación de generación de Turkey Point en 2007. En 2009, Turkey Point se propuso como sede de dos nuevos reactores nucleares 1117 MW AP1000, para ser designados a Turkey Point 6 y 7. Si se construye, los nuevos reactores harían de Turkey Point uno de los sitios de generación más grandes de los Estados Unidos. Otras influencias de vecinos sobre la bahía son las tierras agrícolas del sur del condado de Miami-Dade, una planta de tratamiento de aguas residuales en el límite del parque en el Punto Negro, y su vecino, el Miami-Dade Vertedero del Sur.

## Actividades

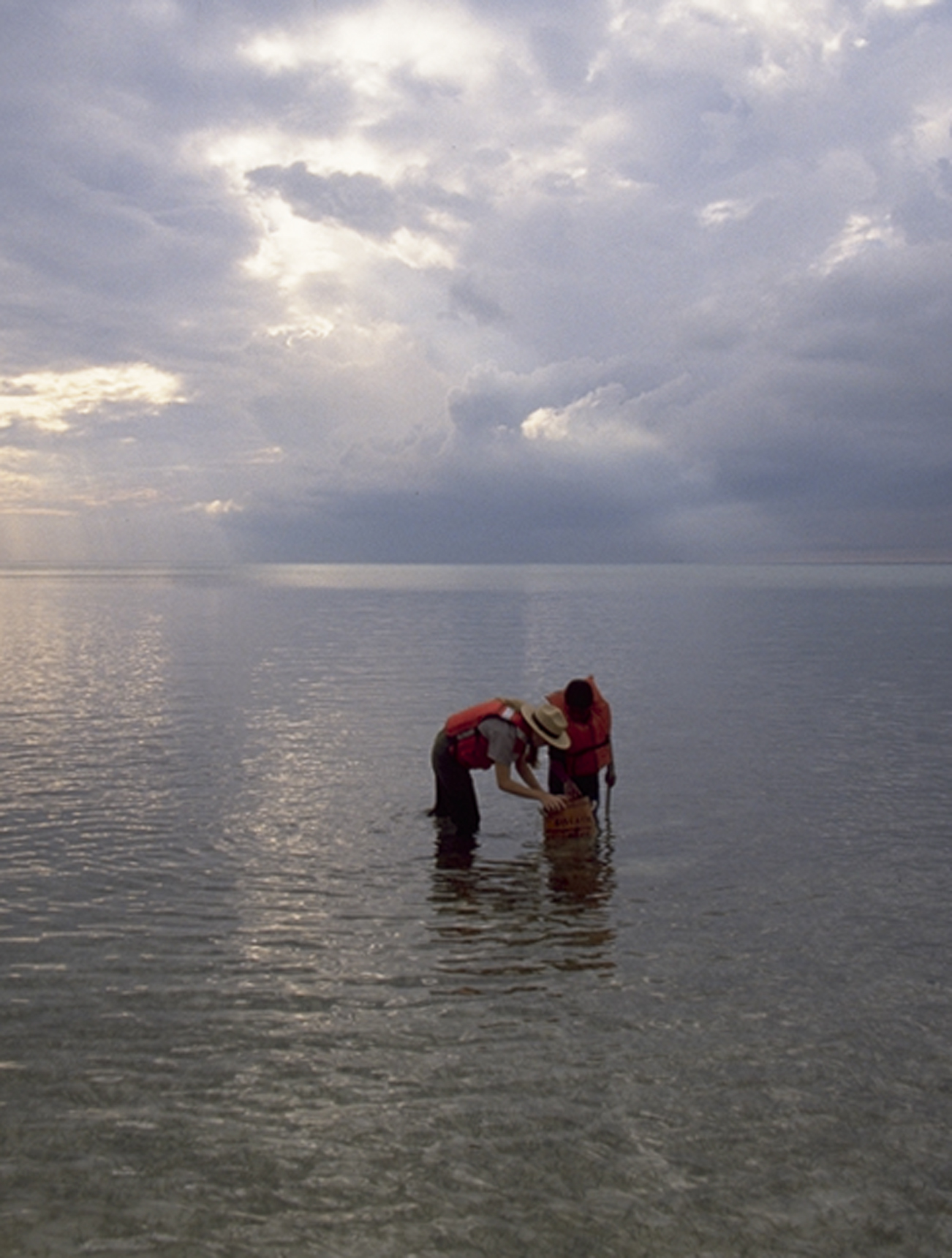
Un guardaparque muestra la vida bajo el agua a un visitante usando un cubo con fondo de cristal.

El parque nacional Biscayne opera durante todo el año. Acampar es más práctico en los meses de invierno, cuando los mosquitos son menos problemáticos en los cayos. Los concesionarios privados operan excursiones de snorkeling y buceo, así como visitas de arrecife en botes con fondo de cristal. Excursiones en barco a los Cayos Boca Chita, Adams y Elliott también están disponibles.

### Recreación
El acceso al parque desde tierra se limita a las inmediaciones de la Dante Fascell Visitor Center en el Point Convoy. Todas las demás partes del parque son accesibles solamente por barcos privados o concesionario. Las actividades incluyen paseos en bote, pesca, kayak, windsurf, snorkel y buceo. El Condado de Miami-Dade opera cuatro parques marinos cerca del parque. Homestead Bayfront Park está justo al lado de la sede del parque de Point Convoy. Más al sur Black Point Park ofrece acceso a los Cayos Adams y Elliott. Matheson Hammock Park está cerca del extremo norte del parque, y el Crandon Park se encuentra en el Cayo Biscayne.
Aunque es un parque designado por el gobierno federal, la pesca dentro de Biscayne se rige por el estado de Florida. Se requiere que los pescadores en Biscayne tengan una licencia de pesca de agua salada recreativa de Florida. La pesca se limita a los peces designados de deporte, langosta, cangrejo de piedra, cangrejo azul y camarones. Peces de arrecife tropical no puede ser recogidos, ni se pueden tiburones, caracolas, erizos de mar y otras especies marinas. Especies de vida de los arrecifes como los corales y las esponjas también están protegidas de la recogida por los visitantes. Además, las langostas están prohibida en el Biscayne Bay-Card Sound Lobster Sanctuary, administrado por el estado de Florida para proteger las zonas de reproducción de la langosta espinosa, que se solapa mucho de la Bahía de Biscayne
Los tours operados por el Concesionario ofrecen viajes en bote hacia la bahía y a los cayos y arrecifes. La mayoría de los tours son operados durante la temporada alta de inviernos desde enero hasta abril. Las motos acuáticas personales están prohibidas en Biscayne y en la mayoría de los otros parques, pero otros botes de motor y veleros privados están permitidos.

### Instalaciones de la isla
La mayoría de las instalaciones permanentes de Biscayne está en los cayos en alta mar. Una estación de guardabosques personal estacionalmente se encuentra en el Cayo Elliott, así como un camping y 36 muelles. Un único sendero circular va desde el puerto hasta el frente al mar, y un camino siguiendo la autopista del rencor corre a lo largo de la isla. El Cayo Boca Chita es la isla más visitada, con un camping y áreas de pícnic. El Faro de Boca Chita es ocasionalmente abierto a los visitantes cuando el personal lo permite

### Snorkeling y buceo
El snorkel y el buceo en los arrecifes de la costa son actividades populares. Los arrecifes han sido la causa de muchos naufragios. Una selección de los pecios han sido los temas de tours de snorkel guiados por guardabosques y se han organizado como el rastro de la herencia marítima, el único sendero arqueológico bajo el agua en el sistema de Servicio de Parques Nacionales. Los restos de la Arratoon Apcar (hundido en 1878), Erl King (1891), Alicia (1905), Lugano (1913) y Mandalay (1966) están en el camino junto con un pecio desconocido desde la década de 1800 y el Fowey oscila el faro. La Alicia, Erl King y Lugano están relativamente profundos, los más adecuado para inmersiones de buceo. El Mandalay se encuentra a una profundidad menor y es especialmente popular para bucear.

## Estructuras históricas

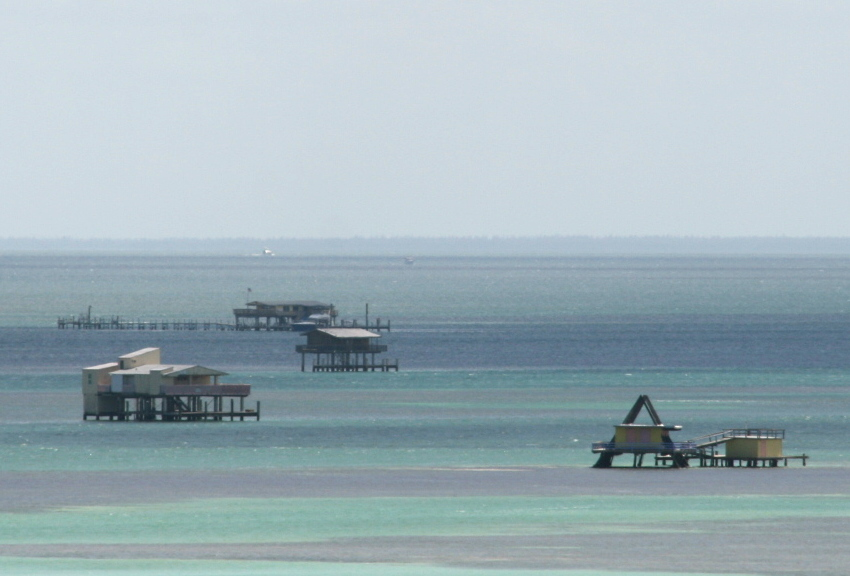
Stiltsville visto desde el Cabo Florida

Aunque la mayor parte de la superficie del parque nacional Biscayne es en el agua, las islas tienen una serie de estructuras y distritos históricos protegidos. Naufragios también están protegidos dentro del parque, y las aguas marinas del parque son un distrito histórico protegido.

### Stiltsville

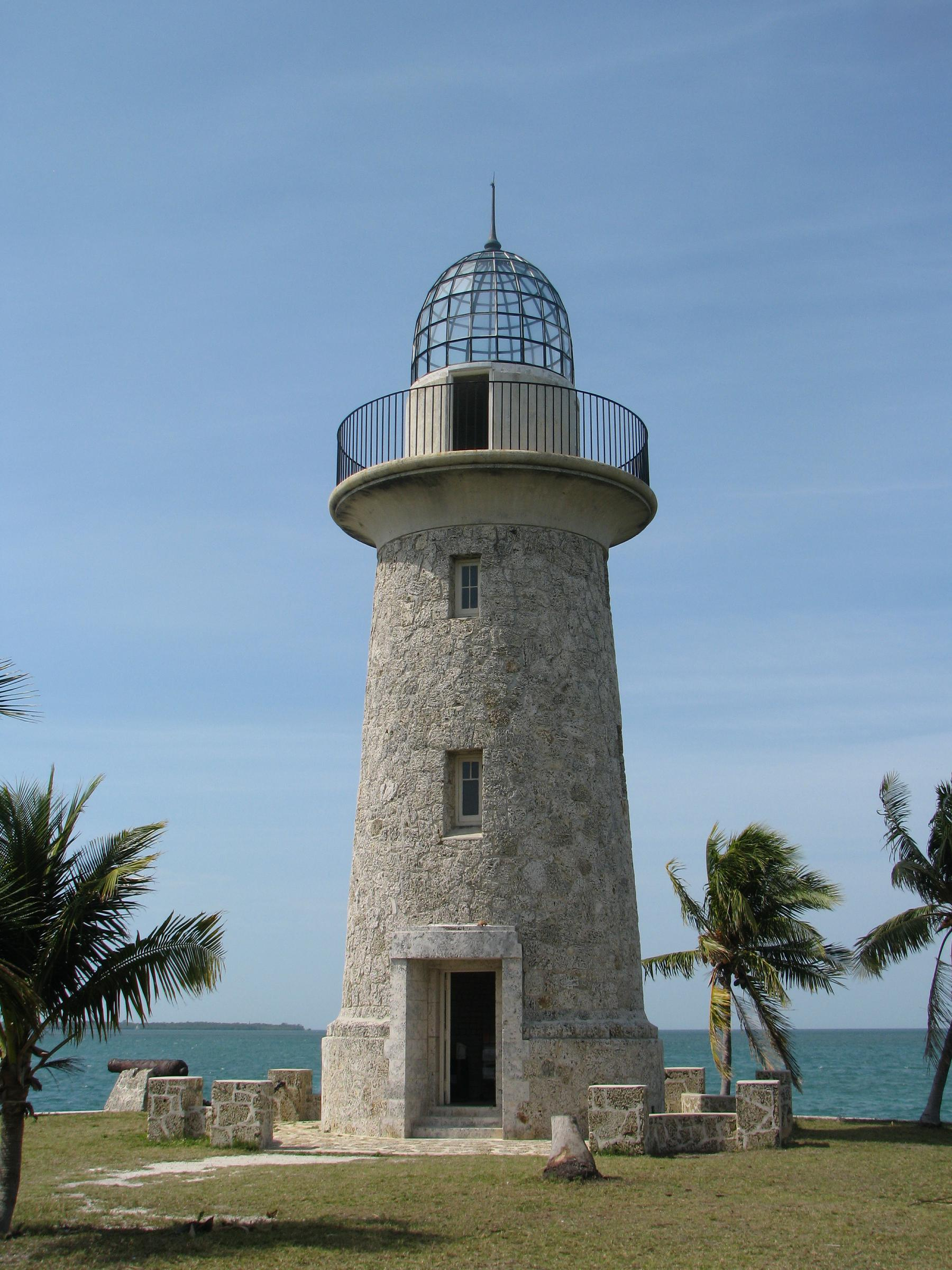
Faro ornamental en el Cayo Boca Chita

Stiltsville fue establecido por Eddie "cangrejos" Walker en la década de 1930 como una pequeña comunidad de chozas construidas sobre pilotes en una sección poco profunda de la bahía de Biscayne, cerca del Cayo Biscayne. Consta de 27 estructuras en su apogeo en la década de 1960, Stiltsville perdió chozas a los incendios y huracanes, con sólo siete supervivientes en 2012, ninguno de ellos datan de la década de 1960 o antes. El sitio fue incorporado en el parque nacional de Biscayne en 1985, cuando el Servicio de Parques acordó honrar arrendamientos existentes hasta el 1 de julio de 1999. El huracán Andrew destruyó la mayor parte de Stiltsville en 1992. El Servicio de Parques ha comprometido a preservar la comunidad, que ahora está desocupada. La comunidad va a ser administrada por un fideicomiso y las instalaciones se utilizan como alojamiento para acampar durante la noche, para instalaciones educativas e investigadores.

### Otras estructuras
El parque nacional Biscayne incluye una serie de ayudas a la navegación, así como una estructura ornamental construida para parecerse a un faro. El Faro Fowey Rocks es una estructura de esqueleto-marco de hierro fundido construido en 1878. Ya incluido dentro de los límites del parque, la luz fue adquirida por el Servicio de Parques, el 2 de octubre de 2012. El no tripulado Pacific Reef Light está a unas tres millas de la costa del Cayo Elliott. La estructura original de 1921 fue reemplazada en el 2000 y su linterna se puso en exhibición en un parque en Isla morada.
El industrial Mark C. Honeywell fue miembro del club Cocolobo que compró el Cayo Boca Chita en 1937, la ampliación de las instalaciones para incluir un pequeño faro. BEl Cayo Boca Chita fue desarrollado con varias estructuras, incluyendo un faro de imitación, construido con roca de coral y rematado con una jaula de alambre se asemeja a una linterna del faro, y el final de un embarcadero en el lado norte del cayo. La clave era propiedad de Honeywell hasta 1945. Mark y de Oliva Honeywell también construyeron una capilla, una casa de huéspedes, malecones y edificios de servicios públicos en la isla.
Las estructuras del Cayo Boca Chita se administran como un paisaje cultural, interpretando el uso de la zona como un refugio para los ricos. Casas de campo más modestas incluyen las plantaciones abandonadas desarrollados por Israel Jones y sus hijos, y el Homestead Sweeting en el Cayo Elliott. Las estructuras de trama asociadas a estas plantaciones, junto con los de la Cocolobo Cay Club y edificios de estructura de Boca Chita Key, han sido destruidas por el fuego y los huracanes.

## Ecología

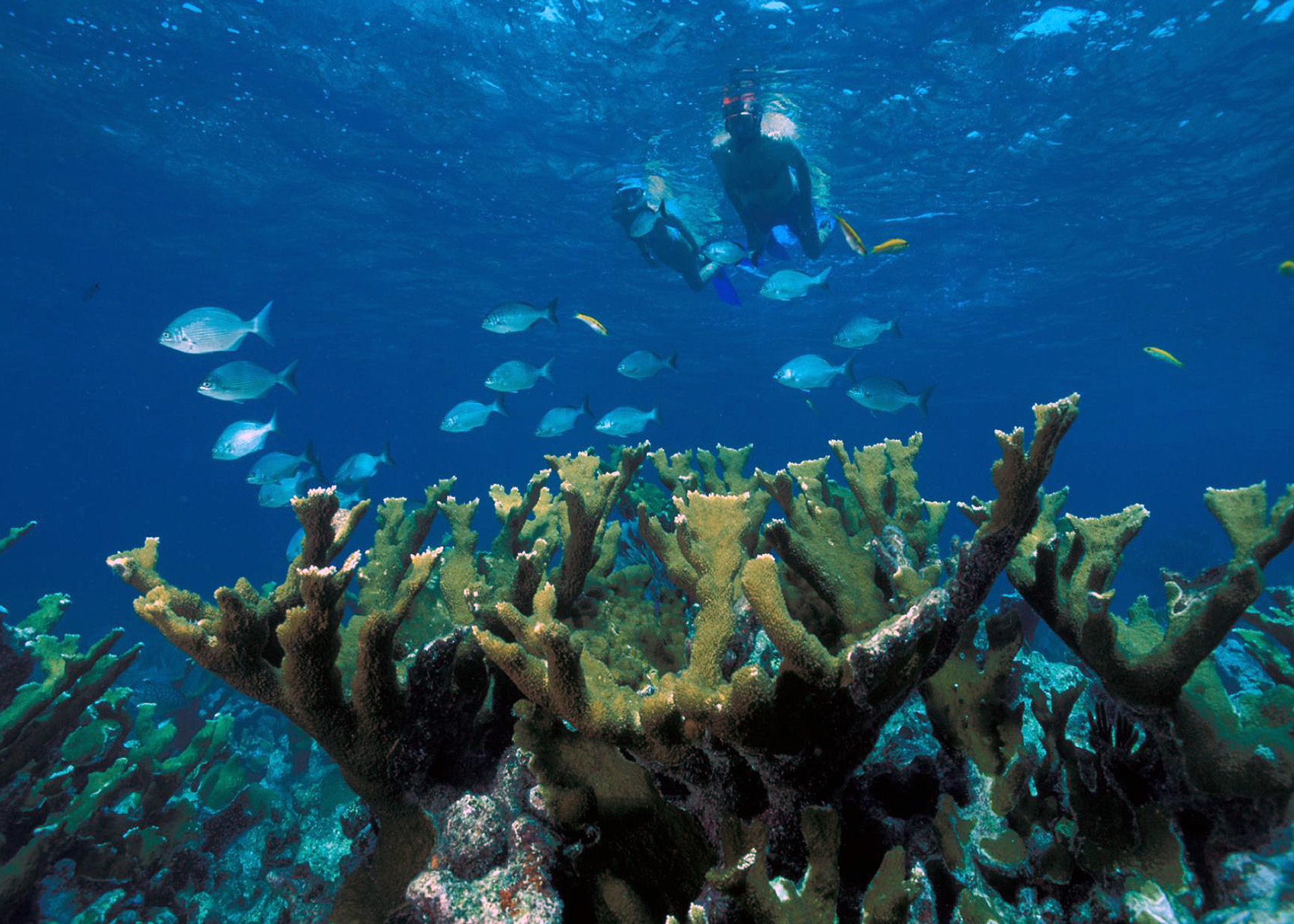
Esnorqueleadores y coral elkhorn.

El Sur de la Florida es una zona de transición entre las zonas ecológicas Neártica y Neotropical, dando lugar a una amplia variedad de vida vegetal y animal. La intersección de zonas ecológicas trae oportunidades para los visitantes para ver las especies, en particular las aves, que no se ven en otras partes de Norteamérica. El parque incluye cuatro ecosistemas distintos, cada uno apoyando su propia flora y fauna. Manglar, laguna, cayos y hábitats de arrecifes de alta mar proporcionan diversidad para muchas especies. En este entorno semi-tropical, las estaciones se diferencian principalmente por las precipitaciones. Veranos cálidos, calientes y húmedos traen tormentas tropicales ocasionales. Aunque sólo ligeramente más frío, los inviernos tienden a ser relativamente más secos. La salinidad en la bahía varía en consecuencia, con los niveles de salinidad más bajos en el verano húmedo, tendencias de agua más fresca en el lado oeste, en donde la nueva agua dulce fluye.
Cientos de especies de peces están presentes en las aguas del parque, i incluyendo más de cincuenta especies de crustáceos que van desde isópodos a los cangrejos azules gigantes de tierra, unas doscientas especies de aves y alrededor de 27 especies de mamíferos, tanto terrestres como marinos. Los moluscos incluyen una variedad de bivalvos, caracoles marinos y terrestres, liebres de mar, babosas de mar y dos cefalópodos, el pulpo de arrecife del Caribe y el calamar arrecife del Caribe.
Las aguas abiertas protegidas de la bahía y la cadena periférica de cayos proporcionan áreas de descanso para las aves migratorias en su camino entre América del Norte, las islas del Caribe y América del Sur. Muchas aves terrestres en dirección al sur en el otoño al cabo de Bill Baggs State Park Florida, justo al norte del parque en el Cayo Biscayne, antes de aventurarse a través de las aguas abiertas de la Bahía de Biscayne. Migrantes de primavera hacia el norte hacen lo mismo en el Cayo Elliott. La mayoría de los pequeños migrantes paseriformes son currucas, con horneros, currucas de palma, colirrojos estadounidenses, gargantas amarillas común, currucas de pradera, currucas gusano-alimentarios y currucas azules de garganta negra que representan la mayoría. Rapaces migratorios incluyen halcones de cola corta, sharp-shinned halcones, esmerejones, halcones peregrinos y cometas de cola bifurcada, mientras que las águilas calvas y águilas pescadoras anidan en el parque. Ambos tropicales de cola blanca y cola roja se ven en el parque, como son flamencos americanos, con algunos de estos últimos probablemente escaparon aves cautivas.

### Shoreline y manglar
Las costas del continente están dominadas por una zona de transición pantanosa principalmente poblada por mangle rojo y mangle negro que crece de las aguas poco profundas, con el mangle blanco crece más atrás de la orilla del agua. La estructura de la raíz aérea de los árboles proporciona un hábitat protegido para cangrejos, peces y aves zancudas. Las aguas marrones dentro de los manglares son criaderos de peces, moluscos y larvas de crustáceos que requieren un entorno protegido tranquilo antes de que los animales inmaduros puedan dispersarse en aguas abiertas. Los manglares pierden sus hojas en alrededor de 2 a 4 toneladas cortas por acre (4,5 a 9,0 t / ha) por año, el suministro de alimentos para peces, gusanos y crustáceos. Debido a que el carbono en las hojas es secuestrado por incorporación en los animales, se estima que el manglar tenga dos a tres veces la capacidad de secuestrar carbono de los bosques terrestres. El bosque de manglar en la Bahía Biscayne es el más largo en la costa este de Florida. Shoreline y la isla de manglares, junto a la bahía, representan un vivero importante para la vida marina del sureste de Florida.

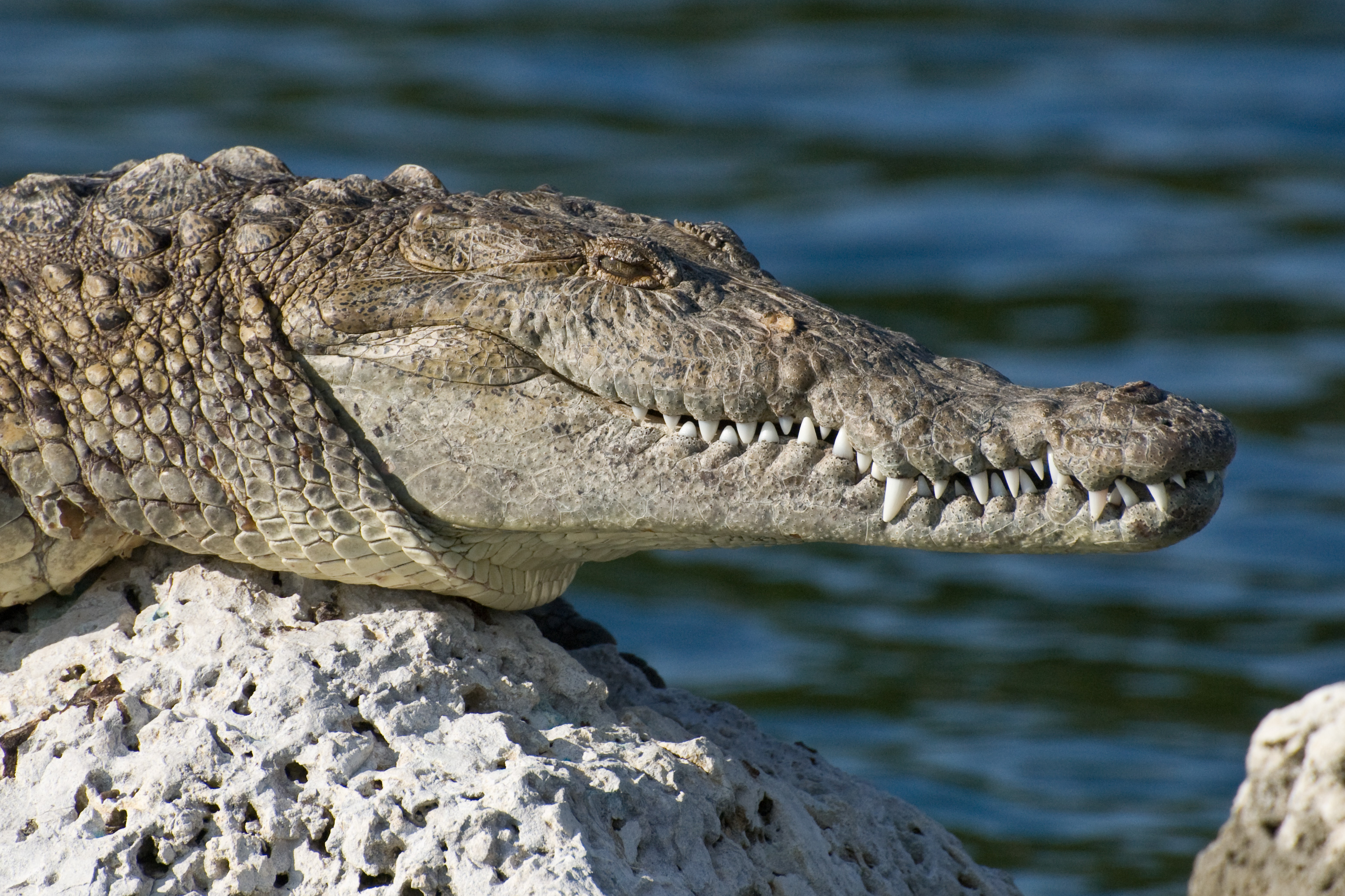
Cocodrilo americano.

El margen de manglares tolerante a la sal se ha expandido hacia el interior como el flujo de agua dulce en la bahía se ha canalizado, en sustitución de los pantanos de agua dulce Sawgrass. La L-31E tormenta costera aumentó el interior del límite occidental del parque, ha jugado un papel importante en el aislamiento de los antiguos pantanos de agua dulce de sus fuentes de agua. Al mismo tiempo, el agua de las mareas no alcanza el interior del margen costera, lo que limita el intercambio entre los ecosistemas de sal y de agua dulce.
La vida de las aves en la costa incluye garzas-noche coronada amarillo, alcaudones caguama, currucas pradera y aves playeras. Cucos de manglares, una especie notoriamente difícil de observar, se pueden ver en Convoy Point y Black Point. Biscayne tiene una de las mayores poblaciones de cucos mangle en Florida.
Los márgenes del parque son hábitat para el cocodrilo americano amenazado. La construcción de millas de canales de refrigeración de agua en el margas aterriza cerca de la orilla detrás de la planta de energía de Turkey Point, y las cálidas aguas de los canales, han proporcionado un ambiente casi ideal para la anidación de cocodrilo, haciendo que la planta de energía de un vivero para muchos de los que viven en el parque A pesar de que los cocodrilos y caimanes americanos tanto se producen en el extremo sur de Florida, los cocodrilos son infrecuentes en Biscayne, ya que los caimanes principalmente habitan en aguas dulces que se encuentran más al interior, mientras que los cocodrilos pueden vivir en aguas estuarinas algo más salado de Biscayne.

### Agua de bahía

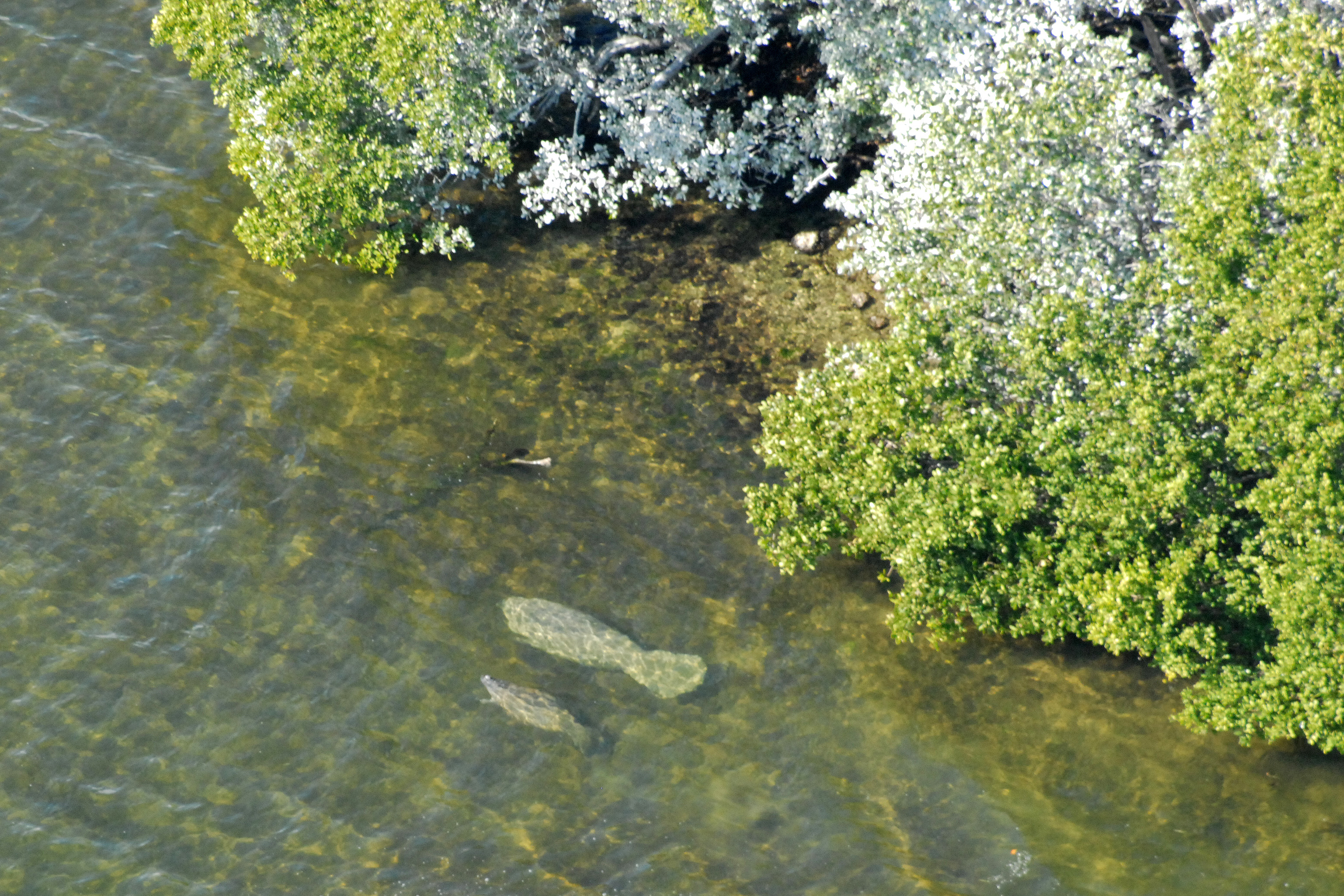
Manatíes en la Bahía Biscayne

Las aguas abiertas están habitadas por peces, moluscos y crustáceos que viven en las praderas marinas o que se aprovechan de uno al otro. La poca profundidad de la laguna hace que sea un hábitat adecuado para aves buceadoras como anhinga, cormoranes y patos buceadores. La bahía también es hábitat de animales marinos juveniles que han dejado el refugio de los cinturones de manglares. Los manatíes frecuentan las aguas tranquilas de la bahía. La bahía tiene una población durante todo el año de cormoranes de doble cresta. Residentes de invierno incluyen a alcatraces, pelícanos blancos americanos y somormujos comunes. La bahía también tiene una población residente de delfines nariz de botella comunes.
Biscayne Bay es una laguna de poca profundidad con poco gradiente de densidad o salinidad vertical debido a su falta de profundidad. En lugar de un gradiente vertical, la bahía muestra un gradiente de densidad horizontal, con agua fresca que entra desde los canales de drenaje en el lado oeste y el agua de mar que entra por las lagunas en los cayos y a través de la sección de la válvula de seguridad de los bancos de arena. La salinidad de la bahía alcanza un pico en junio. Los cambios en el patrón de la salinidad de la bahía han tenido efectos negativos sobre las especies antes abundantes como el tambor rojo. La Bahía Biscayne y la Bahía de Florida son los principales criaderos de mero rojo y el pargo gris. La parte inferior de los anfitriones de la laguna son esponjas y corales blandos en los lugares donde los pastos pueden no crecer. Tres especies principales de praderas marinas se encuentran en el parque: turtlegrass, hierba del bajío y el manatí hierba. El pasto marino en peligro de Johnson también se encuentra en pequeñas cantidades en la bahía, que está en el extremo sur de la gama de la hierba. Aproximadamente el 75 por ciento de la planta central de la bahía está cubierta por pastos. La cicatrización de las praderas marinas por encallamientos de buques o hélices es un problema significativo. Alrededor de 200 incidentes de este tipo se documentan cada año, con nuevo crecimiento completo que requiere un máximo de 15 años. La bahía también se ve afectada por la pesca de arrastre de camarón comercial, que está permitida en aguas del parque. El paso de las redes de arrastre de rodillos-marco no daña a gramíneas, pero daños corales blandos y esponjas.

### Cayos

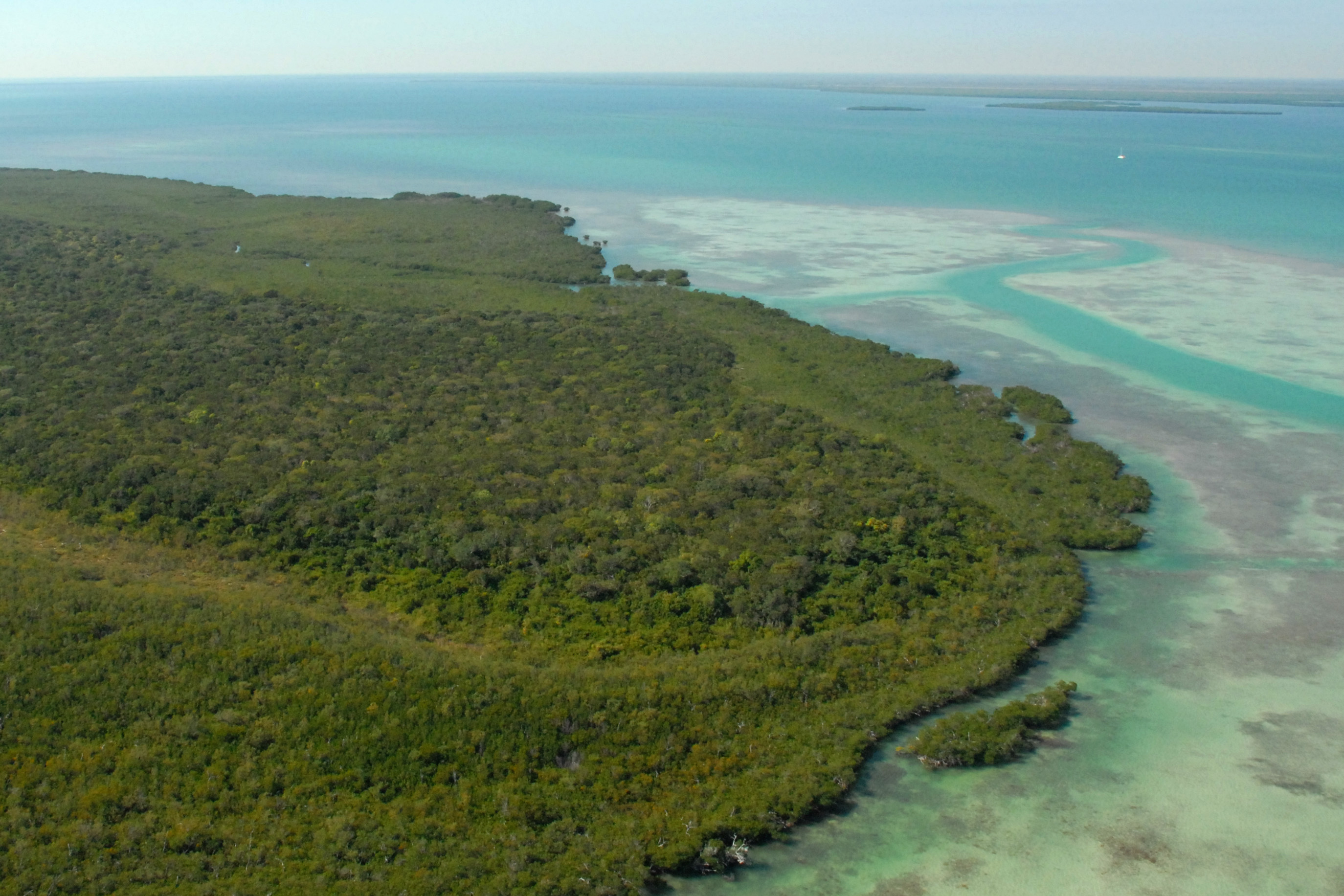
Cayo Totten and arrecifes

El Cayo Elliott es la isla más grande en el parque, que mide 1650 acres (670 ha) y aproximadamente 8,1 millas (13 km) de largo por 0,62 millas (1 km) de ancho. El siguiente más grande es el Cayo Old Rhodes en 660 acres (270 ha), luego el Cayo Sands 420 acres (170 ha), el Cayo Totten 380 acres (150 ha) y el Cayo Little Totten en 200 acres (81 hectáreas), con 37 islas más pequeñas dispuestas en una línea norte-sur entre 5 y al este de la costa continental de 8,7 millas (8 a 14 km). Los cayos cambian de islas de barrera con núcleos rocosos en el norte hasta las plataformas de coral de roca en el sur. Todas están rodeadas de manglares, con vegetación y frondosas selvas subtropicales en los interiores, incluyendo el limbo Gumbo, caoba, palo fierro, Torchwood y satinleaf. Los insectos incluyen swallowtail Schaus ', una especie en peligro, así como densas nubes de mosquitos en la temporada de lluvias, presa de libélulas. Conejos y mapaches Marsh, junto con ratones y ratas comprenden las especies de mamíferos primarias. Los reptiles incluyen serpientes de cascabel y una variedad de lagartos, así como un cocodrilo ocasional.
Los cayos son un área de transición capaz de albergar aves inesperadas, a menudo las especies del Caribe que se han desviado cerca de la parte continental. El interior de los cayos son frecuentados por currucas y los halcones que se aprovechan de ellos. Las zonas costeras son un hábitat para vuelvepiedras rojizos y menos playeros. Gaviotas y charranes incluyen golondrinas de mar reales, gaviotas reidoras y gaviotas de pico anillado, con pelícanos marrones cerca de la costa. Nidos de Chorlitos de Wilson sobre el Cayo Boca Chita, donde las zonas de anidación están cerrados durante la temporada de reproducción.

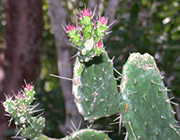
Cáctus semáforo tuna solo es encontrado en y cerca del parque nacional Biscayne y puede ser la planta más rara de EE. UU.

Las tortugas marinas anidan en las playas de la isla en el parque. El personal del parque asistencia activamente la anidación de tortugas mediante la eliminación de los residuos de las playas que pudieran representar un obstáculo para los adultos y las crías. Las tortugas bobas son las especies de tortugas marinas más comunes y representan casi la totalidad de los nidos de tortugas en el parque. Los sitios de anidación son identificados por las patrullas de playa por la mañana diariamente y están protegidos con pantalla de malla en contra de la depredación de abundante población de mapaches. Los esfuerzos de protección de nidos han reducido la depredación del 100% de los nidos perturbados al año a nidos no perturbados en 2007, con un promedio más habitual de más de 50% de perturbación de anidación en la mayoría de los años. En 2012 se encontró un nido tranquilo y protegido, cinco nidos parcialmente perturbados estaban protegidos, y un nido fue destruido por los depredadores. La serpiente de añil del este amenazada también está presente en la isla.
Especies raras y amenazadas de plantas de las islas incluyen la palma de la cereza de Sargent y el cactus semáforo tuna (Consolea corallicola). El cactus, que ha sido descrito como "casi extinto", se ha reducido a alrededor de 20 individuos. Una población colonial de 570 cactus se encuentra en una isla en la Bahía de Biscayne en 2001, lo que la hace la mayor población conocida de cactus semáforo tuna en el mundo. La única población natural de la palma de Sargent crece en el Cayo Elliott. Menos del 50 creció en el cayo en el año 1991. A pesar de los esfuerzos para propagar la planta, en la actualidad hay 16 palmas de Sargent en el Cayo Elliott, con aproximadamente 123 reproducidos en el Cayo Long.
Dos mariposas en peligro de extinción, Schaus swallowtail (Papilio Aristodemo) y la Miami Blue, se encuentran en el parque, sobre todo en el Cayo Elliott. En 2012, la Pesca y Vida Silvestre de Estados Unidos (USFWS) autorizó una captura y un programa de cría en cautividad de Schaus' swallowtail después de que sólo cinco de las mariposas fueron encontradas por los peritos en el parque, frente a 35 en 2011, de un total de encuestados población de 41 Florida . Se temía que la Miami Blye se había extinguido después del huracán Andrew en 1992, pero una población se encontró en 1999 en la Bahía Honda Key. Cría en cautividad produjo 25 000 de Miami Blues, algunas de las cuales han sido liberadas en el Cayo Elliott con resultados mixtos.

### Arrecifes de coral y aguas en alta mar

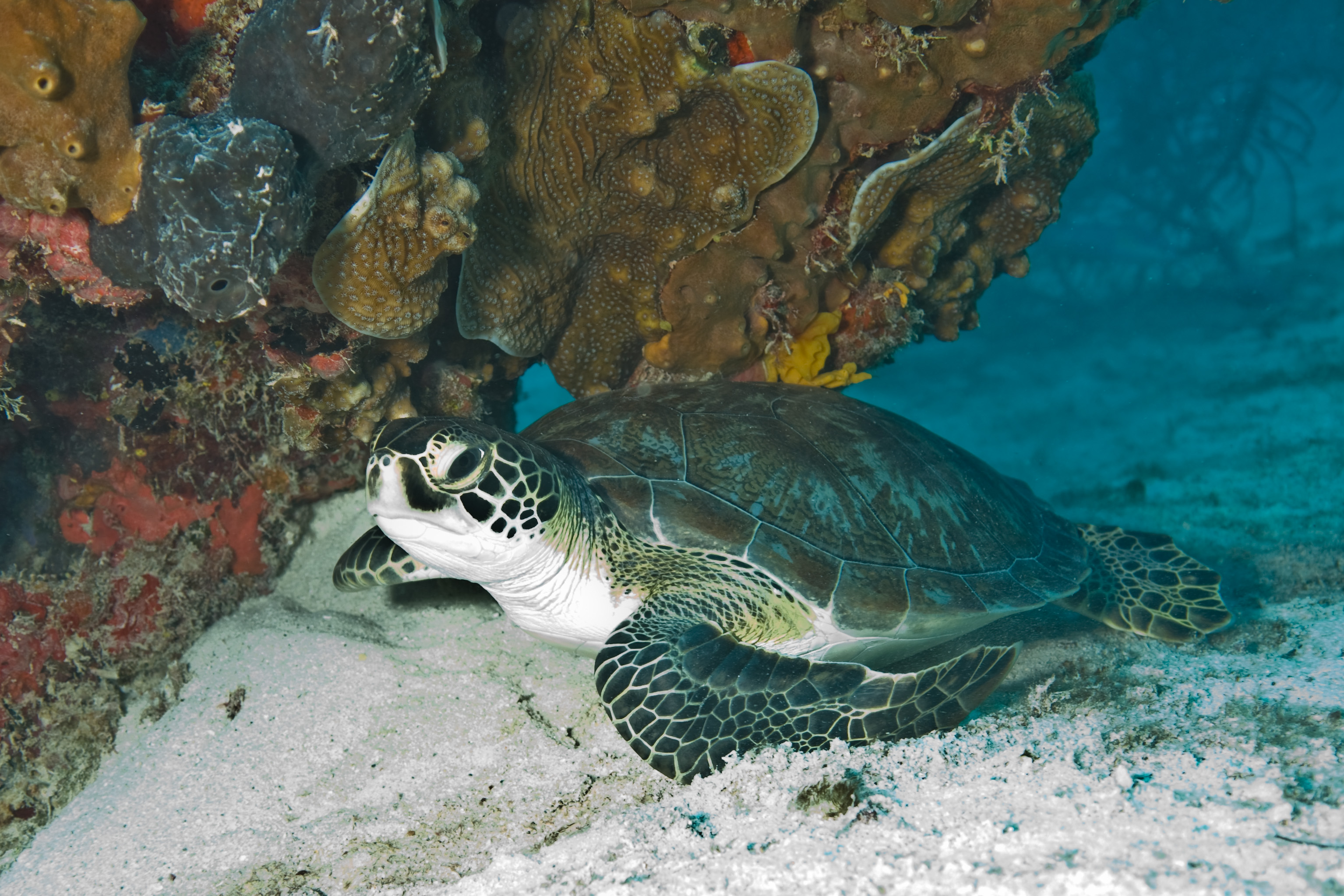
Tortuga marina verde

Más allá de los cayos en el Océano Atlántico el fondo del mar se inclina gradualmente hacia abajo antes de subir en un arrecife de coral casi continuo. El arrecife, integrado por corales vivos, está habitado por más de 200 especies de peces, así como moluscos, crustáceos y gusanos. Cada especie de coral en aguas del parque se considera protegida por cualquiera de las regulaciones federales o estatales. Los arrecifes de coral se estiman para cubrir aproximadamente la mitad del área del parque, con cerca de 4000 arrecifes de parche individuales y áreas de banco-barrera de coral. Cientos de especies de corales duros y blandos, anémonas de mar y esponjas se encuentran en aguas de la bahía y el mar. Los arrecifes de coral pueden estar a su vez subdivididos en el arrecife exterior en el borde de la plataforma de carbonato de Florida, los arrecifes de parche entre el arrecife y los cayos, y los arrecifes en los bancos a cada lado de los cayos. Los arrecifes están dominados por el coral cuerno de alce a 10 metros (33 pies) la profundidad del agua, y cuerno de ciervo de coral debajo de los 10 metros. Los arrecifes de parche de tierra adentro se componen principalmente de coral de la estrella del canto rodado y coral cerebro simétrico. Los arrecifes de la isla del bajío consisten principalmente en menor coral estrella y corales de dedos porosos.
Entornos de arrecifes en el parque nacional Biscayne han visto la disminución de la riqueza de especies y la diversidad a través de todas las especies de peces desde 1977 hasta 1981 para el período 2006-2007. Un programa de muestreo mostró descensos en todos los sitios de muestreo. Una correlación se ha planteado entre la disminución observada en la cobertura de los arrecifes de coral en todo el tracto de Florida Coral y la disminución de las especies de peces. La disminución de las poblaciones se observaron tanto en pesca deportiva y de especies de peces no expuestos a la presión pesquera. La cubierta de algas ha aumentado a medida que los corales han reducido, por lo que las especies de coral que habitan han disminuido, mientras que los peces herbívoros han aumentado. El aumento de la salinidad global y el cambio de gradientes de salinidad en la Bahía de Biscayne también pueden desempeñar un papel, mientras bifenilos policlorados y la contaminación por mercurio se han observado en muestras de peces.
Entornos de arrecifes en el parque nacional Biscayne han visto la disminución de la riqueza de especies y la diversidad a través de todas las especies de peces desde 1977 hasta 1981 para el período 2006-2007. Un programa de muestreo mostró descensos en todos los sitios de muestreo. Una correlación se ha planteado entre la disminución observada en la cobertura de los arrecifes de coral en todo el tracto de Florida Coral y la disminución de las especies de peces. La disminución de las poblaciones se observaron tanto en pesca deportiva y de especies de peces no expuestos a la presión pesquera. La cubierta de algas ha aumentado a medida que los corales han reducido, por lo que las especies de coral que habitan han disminuido, mientras que los peces herbívoros han aumentado. El aumento de la salinidad global y el cambio de gradientes de salinidad en la Bahía de Biscayne también pueden desempeñar un papel, mientras bifenilos policlorados y la contaminación por mercurio se han observado en muestras de peces.
El límite oriental del parque se encuentra justo detrás de la subida del arrecife de coral a las diez brazas (60 pies; 18 m) de profundidad del mar. Áreas lejos de la costa están protegidas dentro del Florida Keys National Marine Sanctuary, que se extiende hacia el este hasta un límite que corresponde a una profundidad de 300 brazas (1800 pies; 550 m). Las aguas costeras albergan pelícanos marrones, magníficas fragatas, piqueros marrones, particularmente alrededor de las luces en alta mar, y las aves pelágicas como pardelas y petreles. Las ballenas en aguas de alta mar son poco frecuentes, pero pueden incluir las ballenas francas, ballenas jorobadas, cachalotes, rorcuales comunes y ballenas sei, todos ellos en peligro de extinción. El pez sierra es igualmente raro en las aguas del parque y está en peligro de extinción. Las especies de coral amenazadas incluyen cuerno de alce y cuerno de ciervo, así como los pilares de coral, catalogado en peligro de extinción en Florida.

### Especies exóticas

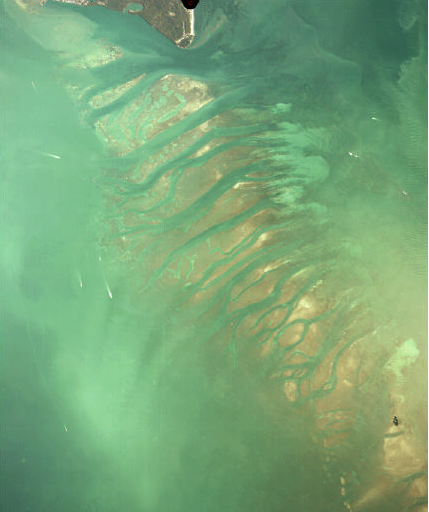
Válvula de seguridad de la Bahía Biscayne es una desembocadura natural de las mareas de tormenta.

Más de 50 especies de plantas exóticas se han documentado en el parque, con casi 20 de los que se consideran especies de plagas que pueden desplazar a las plantas nativas y posiblemente alterar el equilibrio ecológico. Iguanas verdes, los sapos de caña, la rata negra, pez león, las hormigas de fuego, oscars y lagartijas marrones son comunes en el parque. El pez león (Pterois volitans y Pterois milles) es un pez tropical del área Pacífico-Indio del Océano. Es conocido por su apetito voraz y su capacidad de establecerse en nuevas aguas, reemplazando rápidamente a otras especies. Los investigadores teorizaron que la introducción de esta especie en el parque ocurrió durante el huracán Andrew en 1992. Los avistamientos en la Bahía de Biscayne en ese momento se cree que han sido desde los acuarios caseros que fueron destruidos durante el huracán, aunque el investigador que propuso por primera vez la teoría se ha retractado de la afirmación. Más avistamientos de pez león recientes son probablemente de las poblaciones más establecidas en los Cayos de Florida, al sur del parque. También probablemente originario del cautiverio humano, pitones birmanas se han observado cerca de los límites del parque a lo largo del continente. Especies de plantas exóticas que plantean el mayor riesgo a las comunidades de plantas nativas incluyen pimienta brasileña, hierba torpedo, helecho espada tuberosa, guayaba y portiatree.

## Clima
El clima tropical de Biscayne refleja su ubicación en el extremo sur de Florida. El sur del Condado de Miami-Dade se clasifica como sabana tropical en el sistema de Köppen-Geiger. Las temporadas pueden dividirse en la estación seca, de noviembre a abril y la estación lluviosa de mayo a octubre. Las temperaturas de la estación seca promedia entre 66 y 76 °F (19 y 24 °C) con una precipitación promedio mensual de 2,1 pulgadas (53 mm). Las temperaturas de la temporada de lluvias promedia entre 76 y 85 °F (24 y 29 °C) con una precipitación promedio mensual de 5,39 pulgadas (137 mm). La temporada de lluvias coincide aproximadamente con la temporada de huracanes, con tormentas eléctricas frecuentes.
Al igual que muchos lugares en el sur de Florida, el parque nacional Biscayne se ve afectado por los huracanes cada pocos años. La mayoría de las tormentas requieren cierres temporales y reparaciones ocasionales a las instalaciones del parque. Un golpe directo por un poderoso huracán puede producir graves consecuencias, sobre todo por su impacto en las intervenciones humanas en el medio ambiente en lugar de en el entorno natural del parque, que se adapta bien a estos eventos. Huracanes importantes que llegan a Biscayne incluyen tormentas en 1835 y 1904, el huracán de los Cayos de Florida de 1906, el huracán de Miami de 1926, el huracán de Bahamas de 1929, el huracán del Día del Trabajo de 1935, el huracán Yankee de 1935, el huracán de Florida de 1941, el huracán de Florida Sudeste del 1945, el huracán de Miami de 1948, el huracán Rey en 1950, el huracán Donna en 1960,. El huracán Cleo en 1964, y el huracán Andrew en 1992. El parque puede ser afectado por la acción del oleaje de tormentas tropicales más distantes como el Huracán Sandy de 2012, que dañó las instalaciones en el Cayo Elliott.
[139] [141]

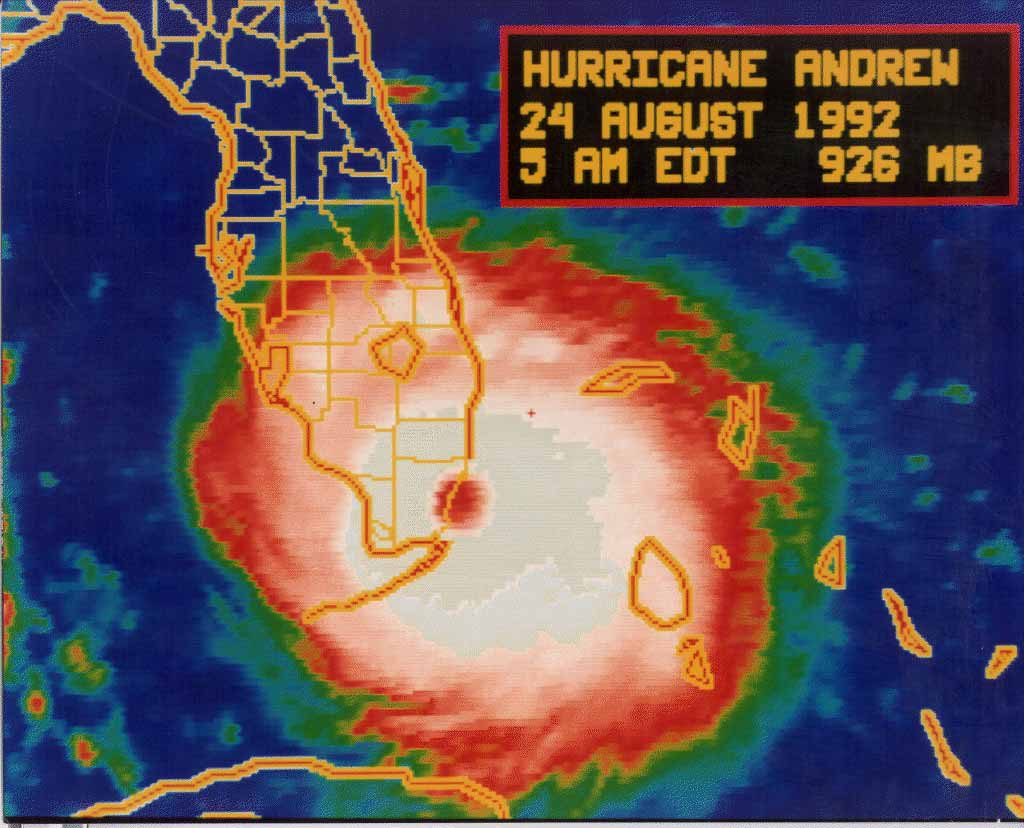
Huracán Andrew en la recalada en la Bahía Biscayne

El 24 de agosto de 1992, el huracán Andrew tocó tierra justo al sur de Miami, que pasa directamente a través del parque nacional de Biscayne, con vientos máximos sostenidos de 141 millas por hora (227 km / h), con ráfagas de 169 mph (272 km / h). La oleada de la tormenta fue de hasta 17 pies (5,2 m) sobre el nivel medio del mar. Fue un huracán de categoría 5 en la escala Saffir-Simpson. La Bahía Biscayne se vio afectada por el fondo desgrasado y turbidez y con daños en sus márgenes de bosque de manglar. Las fugas de los barcos y los puertos deportivos dañados contaminado la bahía con combustible, con descargas continuas durante casi un mes después del paso del huracán. Una placa conmemorativa fue colocada en el Dante Fascell Visitor Center en 2002 para conmemorar el costo ambiental y humano de Andrew, y para celebrar la recuperación de la zona de los efectos de la tormenta. La inscripción dice en parte:
El lunes 24 de agosto de 1992, a las 4:30 am, la pared del ojo del huracán Andrew pasó sobre este punto antes de golpear Homestead y el sur del Condado de Miami-Dade.
El Fowey Rocks estación de la luz transmitió datos meteorológicos con vientos en horas pico a una velocidad de viento de dos minutos de 127 nudos (235 km / h) y una ráfaga de 147 nudos (272 km / h) antes de que la estación dejara de transmitir, presumiblemente debido a los daños causados por ráfagas más fuertes. La parte más fuerte de la pared del ojo no se había llegado a Fowey Rocks cuando se dejó de transmitir.
Puesto que todas las tierras del parque no son más que unos pocos pies sobre el nivel del mar, que son vulnerables al aumento del nivel del mar. El Servicio de Parques estudia proyecto que gran parte de la superficie del parque se perderán en los próximos doscientos años. El nivel del mar en la bahía de Biscayne se prevé un aumento de entre 3 y 7 pulgadas (8 y 18 cm) en 2030, y el 9 de 24 pulgadas (23 a 61 cm) de 2060. Un aumento del nivel del mar de 3 a 6 pulgadas (8 a 15 cm) se prevé un aumento de la intrusión de agua salada en el Acuífero de Biscayne. Si se eleva más alto hará de los Everglades del sur una laguna de agua salada, alterando de la ecología de la región.